# Пулатхан
Пулатхан (іноді також називають Полатхан, Палатхан) — столова гора в північно-західних відрогах Чаткальского хребта — західній частині серединного Тянь-Шаню, розташована в Ташкентській області Республіки Узбекистан.

## Географічна інформація
Плато розташоване за 11 км на південний схід від вершини Великого Чимгану. З вершини Чимгана — це невеликий плоский майданчик неправильної трикутної форми, витягнутий з південного сходу на північний захід на відстань близько 5 км. Довжина південно-східного борту до 3 км. Північно-східний і південно-східний борти — круті обриви, що східчасто спускаються до річок Тереклі і Караарча. Південно-західний борт у своїй південно-східній частині стрімкий, крутий, а його північно-західна частина, більш полога і майже без обривів, спускається до русла річки Азалсай (ліва притока Тереклі). Всі річки, що оточують Пулатхан, входять до басейну річки Акбулак (лівої притоки Чаткала).
Площа плато становить приблизно 8 км2, найбільша висота — 2823 м. Найвище піднятий південно-східний борт (~2800 м), північний борт нижчий (~2700 м) з максимальною позначкою 2732 м у центральній частині, а на північному заході найвища відмітка 2745 м. Південно-західний борт у своїй південно-східній частині має висоту до 2800 м, поступово знижуючись до північного заходу до висоти 2600 м. У цьому ж напрямку (з південного сходу на північний захід) поступово знижується вся поверхня плато. На плато розташовані два тріангуляційних знаки: в західній частині (2745 м) і в східній, поблизу найвищої точки плато.

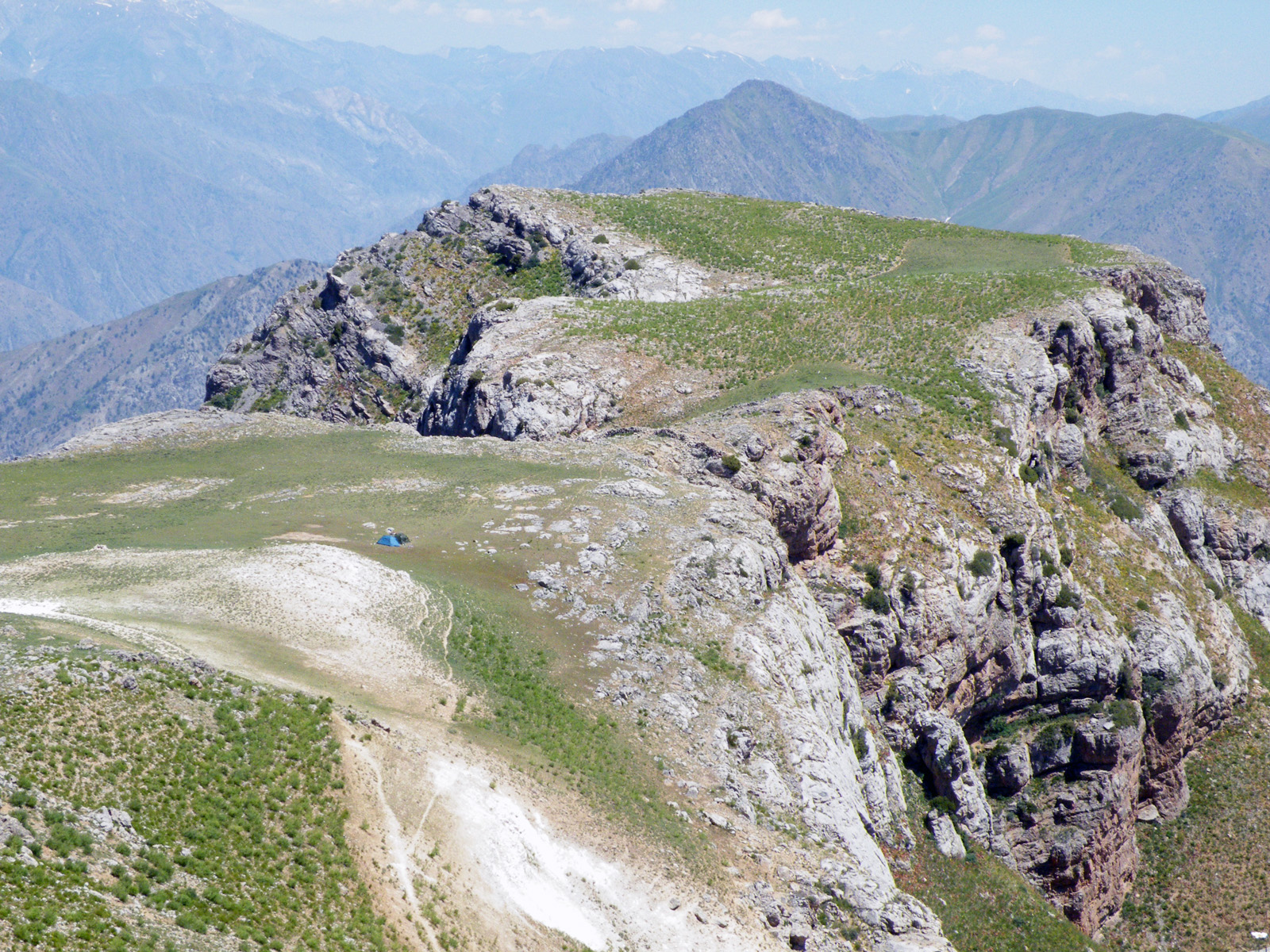
Малий Пулатхан, перемичка і стіна Пулата на ній

В східній частині Пулатхана є джерело. У весняний час посеред плато протікає струмок, який не має стоку. Вода зі струмка просочується крізь надра плато і витікає з його стін, утворюючи водоспади. Пулатхан рясніє печерами (найглибша — печера Зайдмана, глибиною 506 м) і карстовими лійками. На східному краю Пулатхана розташовується плато, площею 200 м2, поєднане з основним плато вузьким перешийком завширшки 10−15 м. Поперек перешийка складено рукотворну кам'яну стінку метрової висоти. Це плато називають малим Пулатханом через схожість форми зі столовою горою. В скелі на малому Пулатхані розташована печера Айїм-Кавор, глибиною 20 м. З різних точок плато відкриваються краєвиди на вершини-тритисячники Великий Чимган, Мисливський (Аукашка), Кизинура; на перевали Тахта, Туманний, Сипучий, Чиланзарчоукі (Комсомолець), на урочище Майдантал, на долини річок Тереклі, Караарча, Акбулак, Азалсай.

### Туристичні маршрути

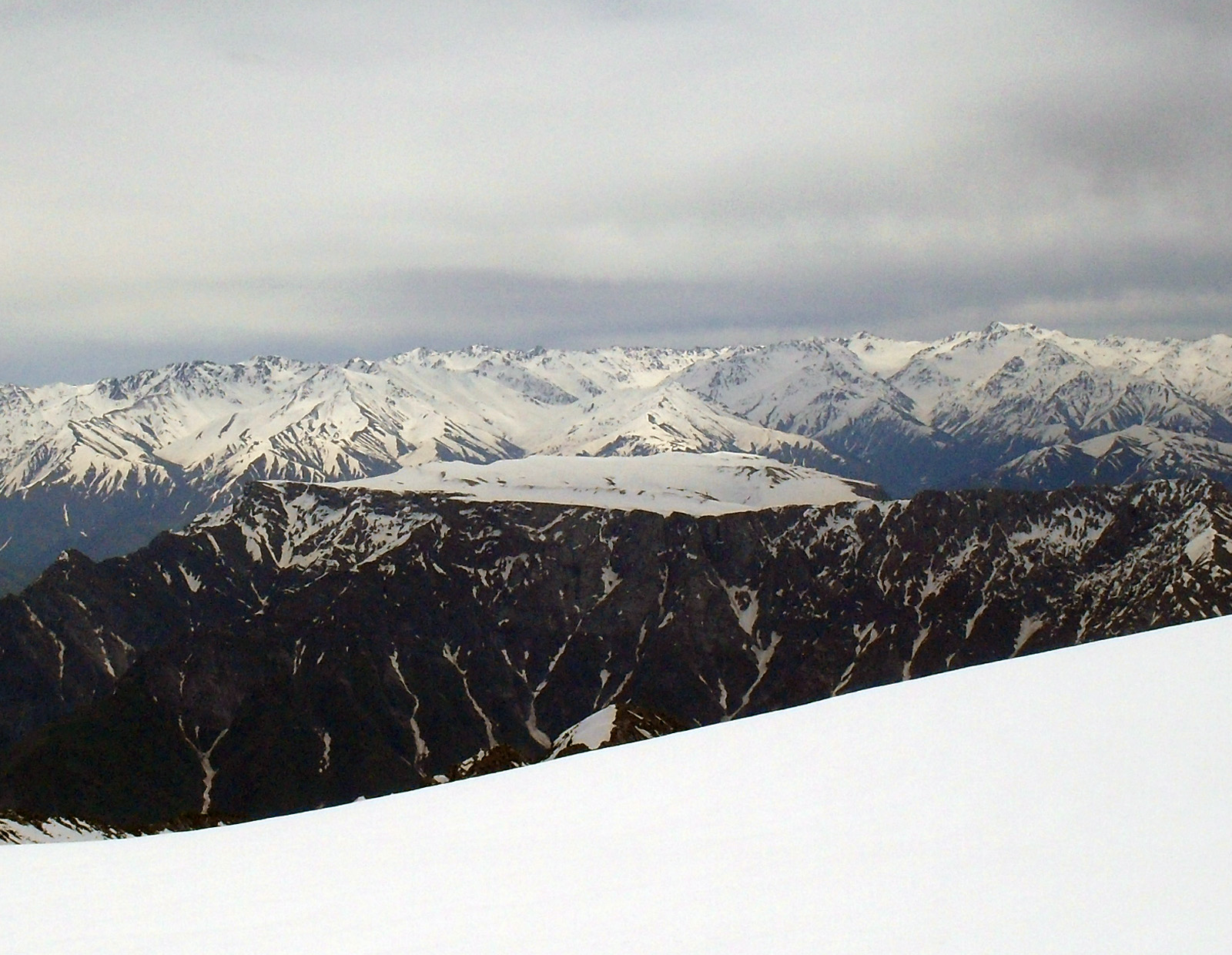
Вигляд на Пулатхан з вершини Великого Чимгана на початку травня

Непідготовленим туристам, без спорядження, потрапити на плато можливо тільки по стежці з західного боку через так звані ворота Пулатхана. Найпопулярніші такі туристичні маршрути
- долина р. Аксаката (Майдантал) — урочище Тешикташ у долині Аксакати, і далі по в'ючно-пішохідній стежці, яка виходить на північно-західний край плато Пулатхан.
- будинок відпочинку Кумишкан у Паркентському районі, далі по ґрунтовій дорозі через перевал у долину Аксакати (місцевість Тутамгали) — урочище Тешикташ у долині Аксакати, і далі по в'ючно-пішохідній стежці на Пулатхан.
- Бельдерсай, і потім по в'ючно-пішохідній стежці, що проходить через перевали Чет-Кумбель, Тахта, вершини Джар (2936 м) і Карангур (2942 м), і далі — на Пулатхан.
- Бельдерсай — долина річки Нуреката — хребет Мірзабай і вихід на хребет Мінжилкі, далі по широкій стежці через вершину Карангур на плато.
- урочище Чимган — західний гребінь Великого Чимгана — «Бельдерсайська стіна» і потім по в'ючно-пішохідній стежці, що проходить через перевал Тахта, вершини Джар (2936 м) і Карангур (2942 м), і далі — на Пулатхан.

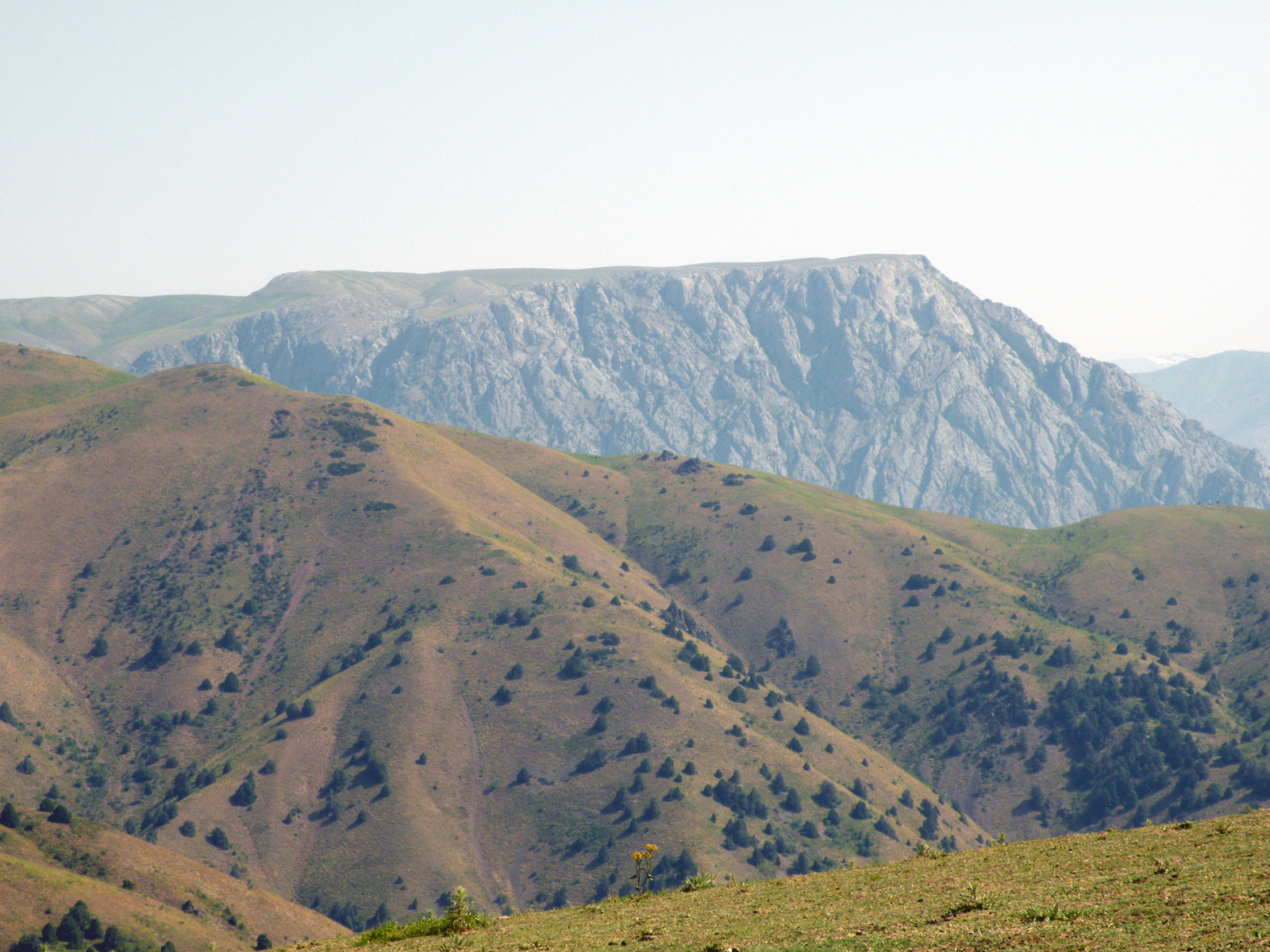
Вид на Пулатхан з перевалу Ак-тахта (з півдня)

Всі ці маршрути включають єдину трасу — від м. Карангур до самого плато, протяжністю близько 8−10 км, іншого шляху на плато не існує. Від гори Карангур до воріт плато весь шлях проходить на висоті 2400−2800 м, де повітря розріджене. Відстань від автомобільної дороги до плато по стежках становить понад 30 км, тому, з урахуванням високогір'я і рюкзаків, шлях на Пулатхан займає близько двох днів. Деякі туристи проходили цей шлях за один світловий день.
За наявності спорядження і навичок скелелазіння, можливе сходження на плато по «стінках», з боку річки Караарча.

### Клімат
Клімат — високогірний. У липні денні температури не перевищують 20−25 °C, у січні знижуються до −25-−30 °C. Сніговий покрив досягає потужності 60−80 см і зберігається на північному схилі до середини липня, а в деякі роки й цілорічно. Основна кількість атмосферних опадів випадає в осінньо-зимово-весняний час (жовтень-травень) і досягає 1500..1600 мм/рік.

## Історична значимість
Плато Полатхан є природною фортецею, з єдиним входом, придатним для переміщення військ. Плато міг охороняти невеликий гарнізон, з іншого боку, воно має велику площу — близько восьми квадратних кілометрів, на яких можна утримувати до 8 тисяч кіз, з розрахунку, що кормова база однієї кози — 10 арів, що дозволяло забезпечити харчуванням невеликого гарнізону і жителів, загальною кількістю до двохсот осіб протягом необмеженого часу. Це єдине місце в Середній Азії з подібними умовами. Протягом чотирьох тисяч років місцева еліта евакуювалася туди в разі війн та народних заворушень. Прохід на плато охороняли три фортеці, сліди яких збереглися, покликані не стільки затримати наступ ворожих військ, скільки в мирний час не допустити туди гультяїв, які могли вивідати обхідні шляхи і розповісти про них ворогові.

## Геологічна будова
Поверхня плато, прилегла до південно-західного борту, покрита кам'яним розсипом химерно вивітрених форм. Розмір уламків — від декількох сантиметрів до двох метрів і більше. Вони складені сірими і темно-сірими вапняками, рідше — доломітами. При розколюванні уламки видають різкий неприємний запах, схожий на запах сірководню. Темно-сіре (майже до чорного) забарвлення і різкий неприємний запах зумовлені значною домішкою похованої в них органічної речовини.
Вапняки (CaCO₃) і доломіти ([Ca, Mg]CO₃), що складають плато — це скам'янілі карбонатні мулисті осади мілководних заток морських водойм пізньодевонської й ранньокарбонової епох, що існували в західній частині Серединного Тянь-Шаню 370…345 млн років тому. Вони складають карбонатні товщі потужністю (товщиною) до 1200…1300 м.

### Геологічна історія плато

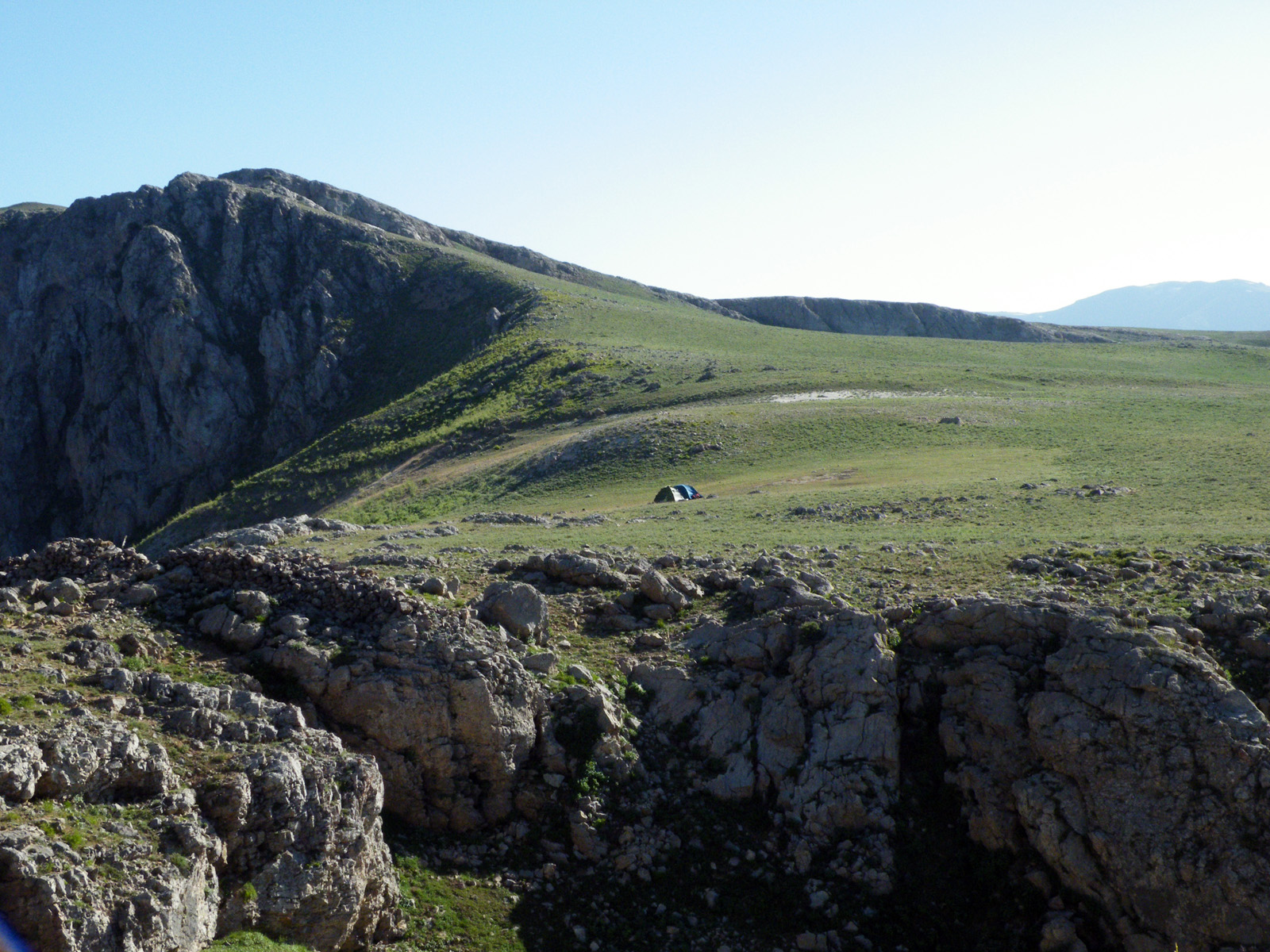
Обриви східної частини — вигляд з малого Пулатхана

Плато — залишок стародавнього мезозой-палеогенового (еоценового) пенеплена, що виник на місці пізньогерцинських гір Західного Тянь-Шаню. Поверхня плато почала формуватися 240…203 млн років тому (середній-пізній тріас) і з несуттєвими змінами збереглася до цього часу і продовжує формуватися й зараз. Таким чином, плато Пулатхан — унікальна пам'ятка природи, у вигляді масиву найдавніших гірських порід у районі — вапняків і доломітів верхнього девону-нижнього карбону. Цей блок піднятий по розломах над молодшими гірськими породами середнього-верхнього карбону. Він трохи змінився зовні, але зазнав значних змін і перетворень у глибоких горизонтах потужної карбонатної товщі пізнього девону-раннього карбону за минулі понад 300 мільйонів років історії її існування.

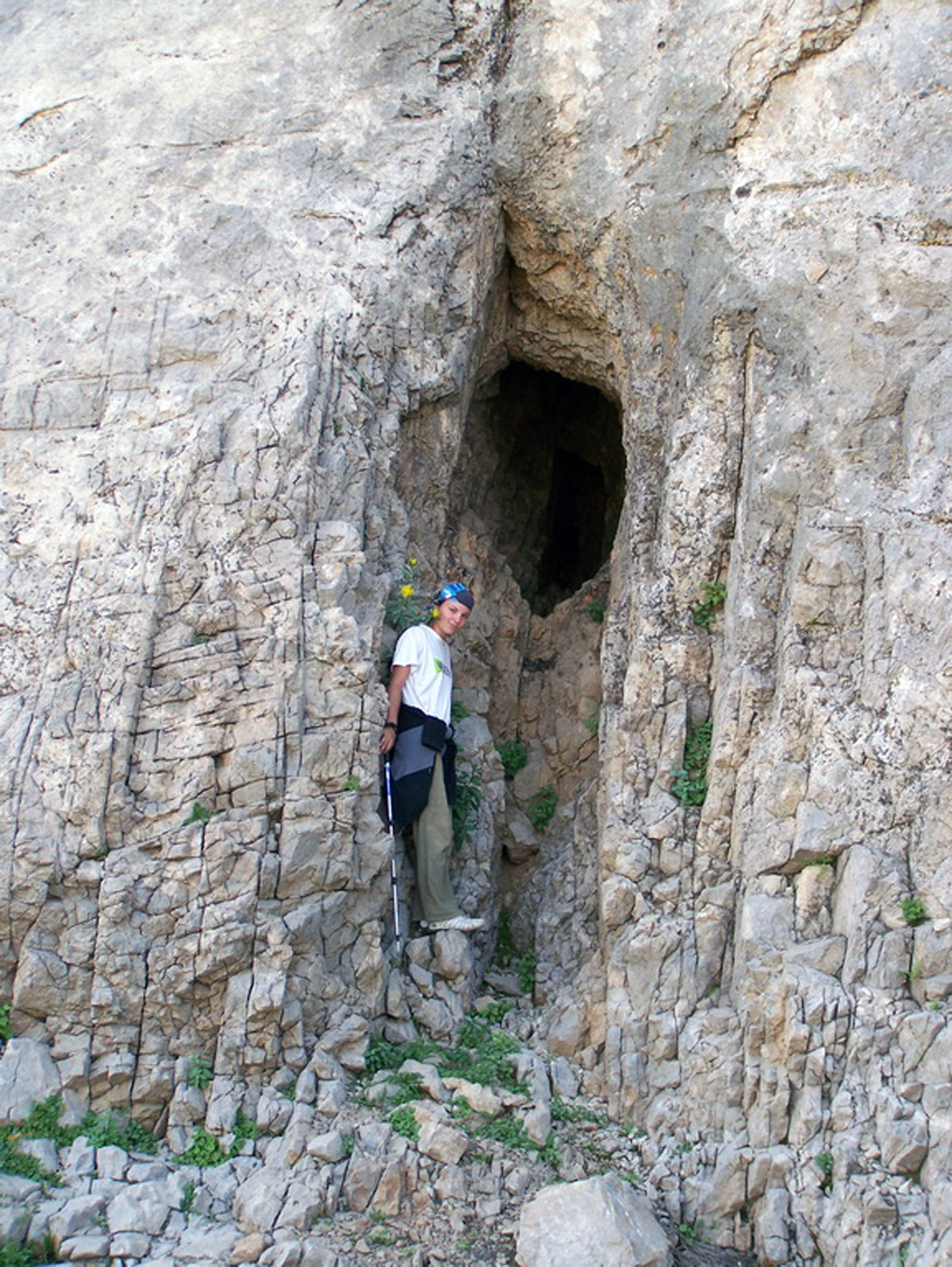
Печера в бічних урвищах плато

В пізньогерцинську орогенію в пізньому карбоні-пермі-ранньому тріасі (325…240 млн років тому) в цій частині Західного Тянь-Шаню проявилася активна вулканічна діяльність. Вона завершилася створенням герценід — гірських складчастих споруд, що простягаються широкою дугою від Західного Тянь-Шаню через Кизилкум, Приаралля, Аральське море, північне Приаралля і об'єдналися з герценідами Уралу.
Від середнього тріасу (240 млн років тому) починається інтенсивне руйнування герцинід Західного Тянь-Шаню, відбувається їх пенепленізація і перетворення на велику Туранську низовину, на якій панував теплий вологий клімат з чергуванням вологих і посушливих періодів протягом року. Подібний клімат нині спостерігається в саванах Африки і Деканському плоскогір'ї в Індії. Цей період охоплює середній-пізній тріас (240…203 млн років). Такий клімат сприяв інтенсивному розвитку процесів вивітрювання з утворенням білястої, сірувато-білої аллітної[прояснити] (бокситоносної) кори вивітрювання. На плато Пулатхан вона розвивалася на вапняках і доломітах, що складають плато. Процесам вивітрювання крім клімату сприяло збагачення вапняків і доломітів захороненою органічною речовиною, яка посилювала процеси вивітрювання і сприяла розвитку карстоутворення. Потужність аллітної кори вивітрювання на плато досягає 15 метрів, і вона збереглася у вигляді окремих фрагментів. Вона покрита незначним плащем лесу, на якому розвинувся сучасний ґрунтовий покрив.

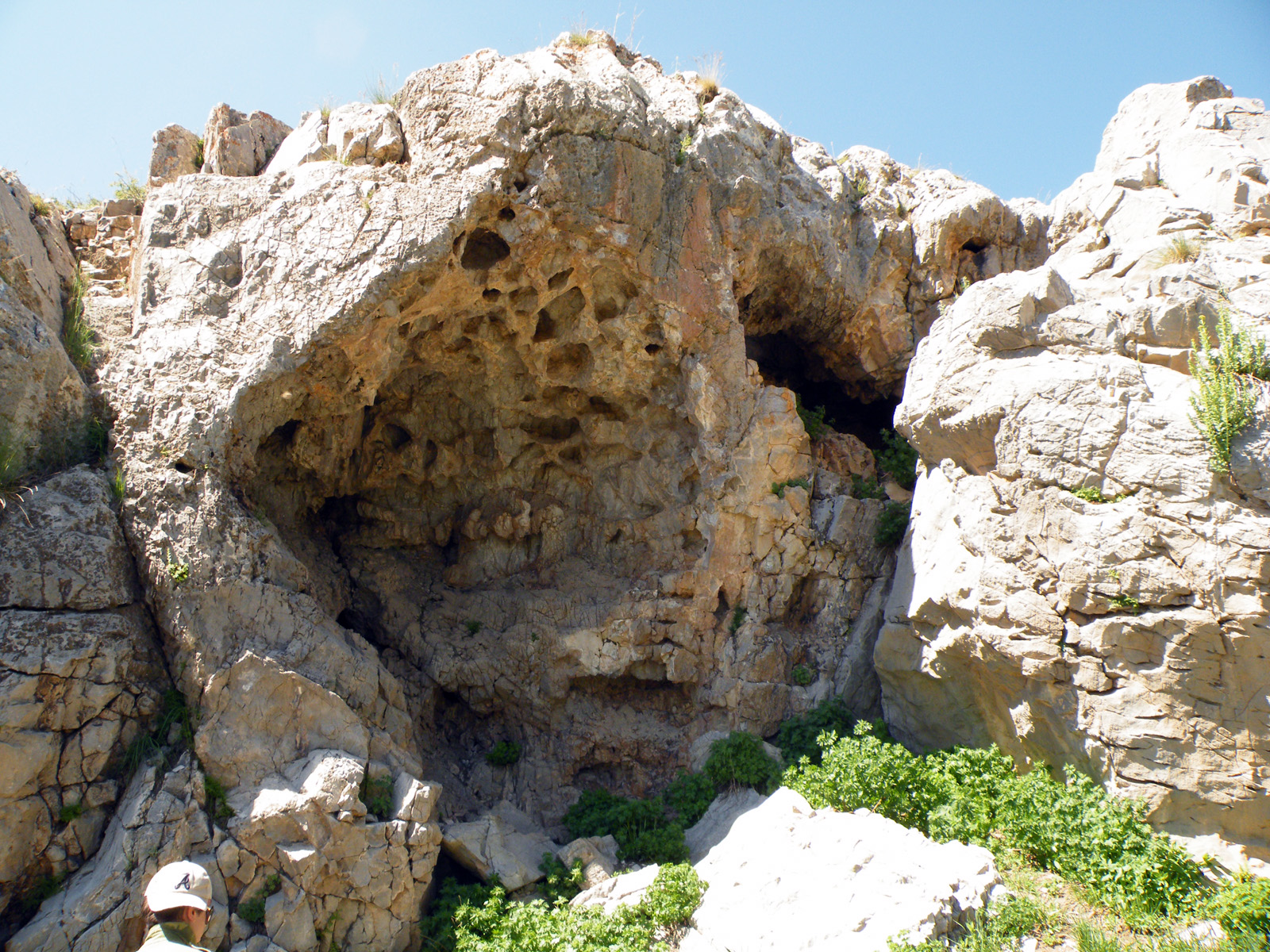
Карстові явища на поверхні плато

В юрський період (203…135 млн років тому) теплий вологий клімат без чергування вологих і посушливих часів року привів до згасання процесів бокситоутворення, але карстоутворення зберігається, і навіть аридизація в пізньоюрську епоху і семіаридний (напівсухий) клімат крейдового періоду (135…65 млн років тому) не зупинили цього процесу, так само як і подальшої пенепленізації західної частини стародавнього складчастого і пізньогерцинського Тянь-Шаню.
Підняття рівня Світового океану, що почалося в середньоюрську епоху (170 млн років тому) зумовило поступове наближення морського басейну стародавнього океану Тетіс з південного заходу і заходу Середньої Азії до пенепленізованого Західного Тянь-Шаню. Пізньокрейдова трансгресія моря досягає Приташкентського району та лівобережжя р. Аксаката в пізньому туроні (92…88 млн років тому).
При подальшому розширенні трансгресії в палеогеновому періоді в еоценову епоху (53…37 млн років тому) теплий мілководний морський басейн (глибиною до 12…15 м) досягає верхів'їв річок Аксакати та її східної правої притоки — Нурекати. Берегова лінія эоценового моря, мабуть, проходила десь в 6…10 км на захід від плато Пулатхан.
В кінці пізнього еоцену — на початку раннього олігоцену (37…33,7 млн років тому) морський басейн назавжди покидає постгерцинській мезозой-палеогеновий (еоценовий) Західно-Тянь-Шанський пенеплен. Ця грандіозна подія є поворотним пунктом у всій історії східної частини Середньої Азії. Вона обумовлена підсуванням Індійської континентальної плити під південний край Євразійського континенту в районі Паміру і викликала переродження східної частини Західно-Тянь-Шанського постгерцинського мезозой-еоценового пенеплену — східної частини молодої постгерцинської Туранської платформи в молодий тваринний глибовий Західний Тянь-Шань. Трансляція напружень в земній корі від Паміру поступово передавалася на північ і північний захід, охоплюючи все нові і нові райони пенеплена на Туранської платформі. Тобто відбувалося поступове переродження пенепленізірованних в мезозой-еоценових час (240 … 33,7 млн років тому) складчастих герцинид в молодої середньо-позднеолігоцен-антропогенний (33,7 млн років тому — по теперішній час) неотектонічних Західний Тянь-Шань, але вже НЕ складчастий, а тваринний глибовий, так як гори створювалися підйомом брил стратісфери Землі різних розмірів, і вершини хребтів молодого тваринний глибового Західного Тянь-Шаню часто несуть збереглися в тій чи іншій мірі залишки стародавнього мезозой-еоценового пенеплена. Вони частково зазнали руйнування молодшими процесами ерозії і денудації, і іншими сучасними поверхневими процесами.

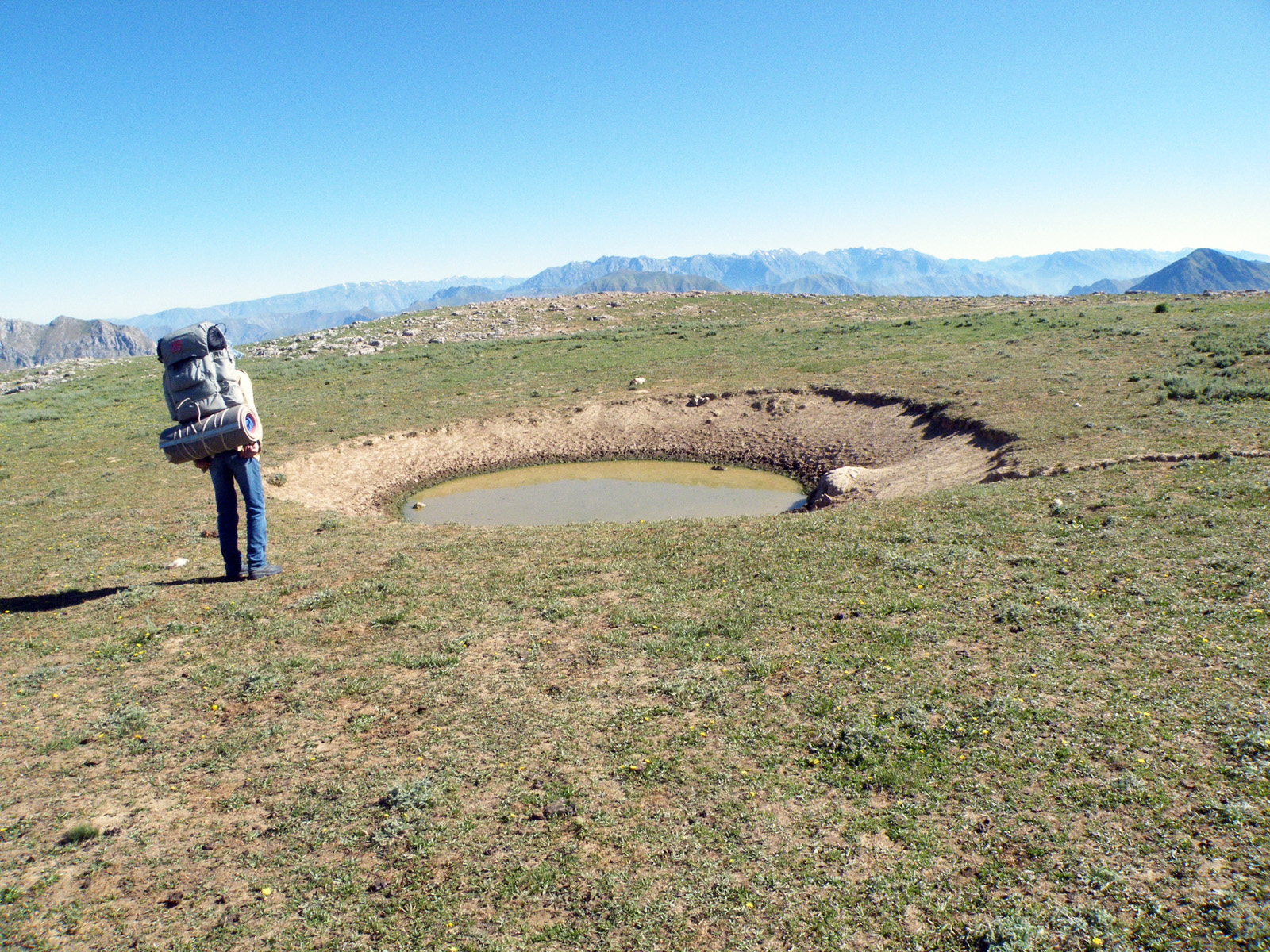
Карстова лійка на плато

При формуванні молодого неотектонічного вже альпійського Західного Тянь-Шаню підняття брил стратисфери найчастіше відбувалося по омолоджених давніх розломах герцинського і давнішого закладення і значно рідше — по новозакладених розломах. Амплітуда молодих вертикальних рухів (занурення і опускання) на неотектонічному етапі (середній-пізній олігоцен — донині) досягає 10…12 км (якщо порівняти глибини опущених міжгірських западин і висоти високо піднятих навколишніх хребтів, наприклад, Ферганської долини і її гірського обрамлення).
Амплітуди переміщення по омолоджених древніх розломах за міоценову епоху (23,5…5,3 млн років тому) досягають 500 м, а за пліоцен-антропогенову (5,3 млн років тому — донині) — до 700 м. Переміщення по новозакладених молодих розломах за міоцен-антропоген досягають 2500…3000 м.
Відносна висота плато Пулатхан над навколишньою місцевістю до кінця міоценової епохи, мабуть, досягала 450…500 м, а навколишніх гір — до 1000…1500 м.
Клімат — жаркий, сухий. Постійних водотоків ще не було, і біля підніжжя невисоких гір формувалися конуси виносу з матеріалу тимчасових водотоків і селів. Їх потужність досягала 700…800 м.

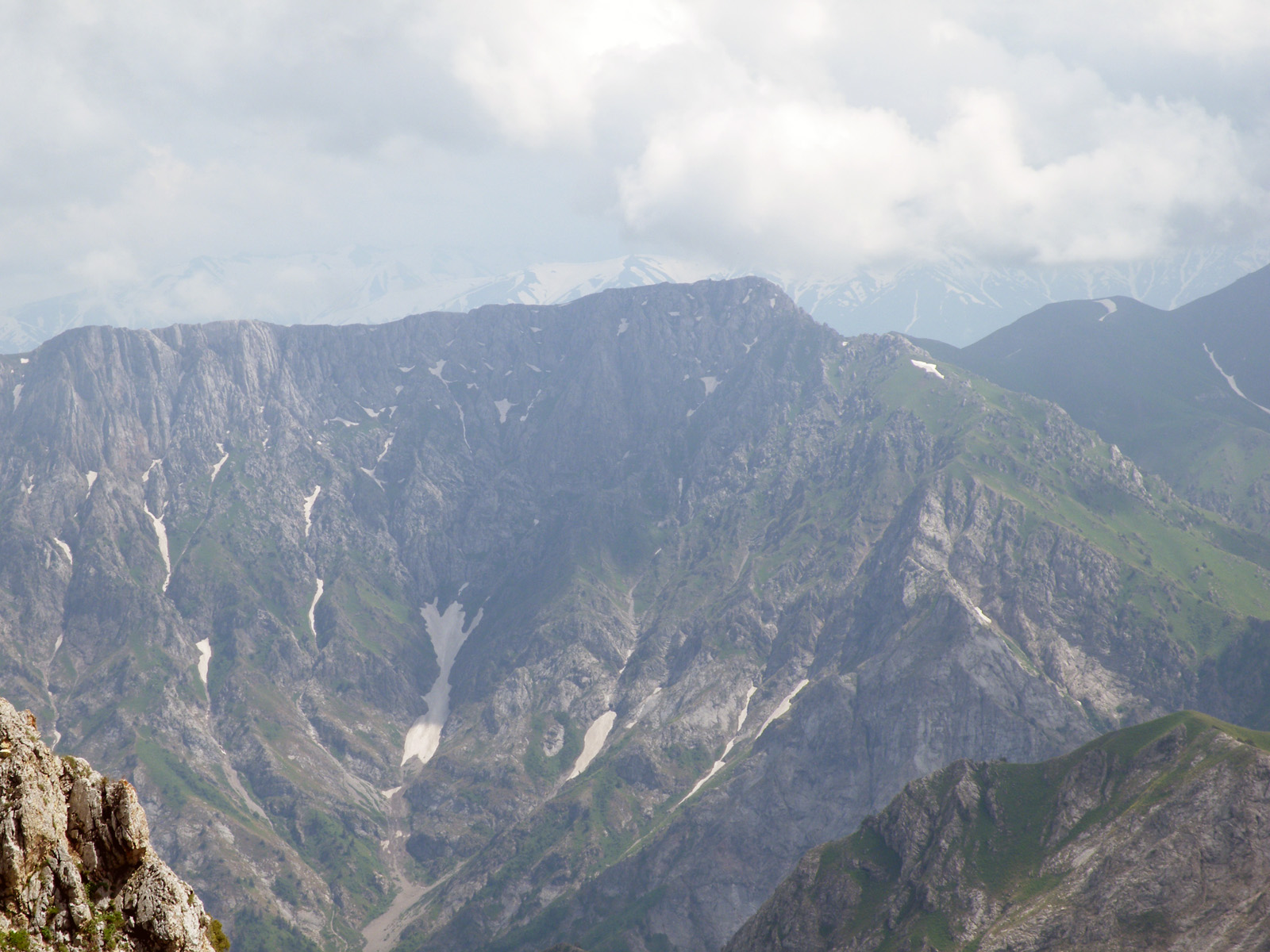
Обриви в бік Караарчі (північна сторона)

У пліоцен-антропогені різко зростає інтенсивність тектонічних рухів і швидкість підіймання гір. Їх висота сягає 3000 м і більше. В горах з'являються льодовики і постійні водотоки: Чаткал, Коксу, Пскем. Злившись, вони утворюють Чирчик, у який трохи нижче впадають Угам і Аксаката. На передгірних рівнинах клімат залишається сухим, але прохолоднішим, мешкають стародавні слони, жирафи, антилопи, степові гризуни і черепахи. З'являється степова рослинність, плато Пулатхан досягає сучасної висоти 2700…2800 м.
Пулатхан — унікальна пам'ятка природи, невелика ділянка збереженого стародавнього постгерцинського мезозой-еоценового пенеплена, вціліла з майже незмінною стародавньою поверхнею від природних катаклізмів протягом 240 млн років.
З часом карбонатна товща стала руйнуватися: спочатку перетворилася на кору вивітрювання верхня частина товщі пізнього девону-раннього карбону на поверхні Землі, потім, унаслідок вилуговування (розкладання і розчинення) став посилено розвиватися карст усередині потужної карбонатної товщі.
В історії формування карсту, за наявними нечисленним спостереженнями та даними експедицій, виділяють такі етапи:
1. Середньотріас-олігоценовий етап (240…23,5 млн років тому). Він проникав до глибини приблизно 300…350 м. Його печери були розкриті і виведені на денну поверхню на початку міоцену (23,5 млн років тому) і нині оголюються у верхньому поверсі обривів на висотах 2500…2700 м. Мабуть, глибина розвитку таких печер може досягати 2823 м-2500 м=323 м, тобто близько 300…350 м від сучасної поверхні плато.
2. Міоценовий етап (23,5…5,3 млн років тому). Він контролюється обривами з абсолютними відмітками 2000…2400 м. Печери в обривах не розкриті, їх мережа розвинена, мабуть, до глибини 2823 м.-2000 м.=823 м від денної поверхні.
3. Пліоцен-антропогеновий етап триває донині, відбивається в утворенні обривів на рівні 1700…2000 м. Він підкреслюється численними джерелами на північному, північно-східному і південно-західному бортах плато, приурочених до позначок на рівні 1600…1800 м. Мабуть, ці джерела випливають з найнижчих горизонтів розміщення карстових печер. Відносно короткий за часом термін їх формування, мабуть, не сприяв наявності печер великих розмірів.

Таким чином, глибина розвитку активного карсту від поверхні плато становить близько 1000…1200 м. Початкові процеси карстоутворення (пасивний карст) контролюються місцевим базисом ерозії — урізами води у водотоках на південно-західному борту по Азалсаю до 1500 м, на північному борту по Караарчі до 1200 м, а на південно-східному борту по Тереклі до 1100 м і нижче.

### Урочище Джайляуча
В напрямку на південний схід від вищої точки плато, в трикутнику, утвореному злиттям річок Акбулак і Тереклі, розташовується дуже схоже утворення (урочище Джайляуча), але на дещо менших висотах (близько 2000…2200 м) з добре збереженими слідами давнього пенеплена, яке дуже нагадує Пулатхан за виглядом, але дещо менше за розмірами. Так само, як і Пулатхан, воно порівняно плоске, з ухилом в той самий бік, що й Пулатхан, і різкими обривами в бік річок Акбулак, Тереклі і Ташкескен (Каїнсай, права притока річки Тереклі). Але воно складене гранітоїдами (магматичними гірськими породами) середнього карбону, які за своїми властивостями дуже відрізняються від карбонатної товщі Пулатхана і несприятливі для розвитку карсту.

### Вивітрювання
Внаслідок вивітрювання та ерозії, камені на поверхні плато набувають химерних форм.

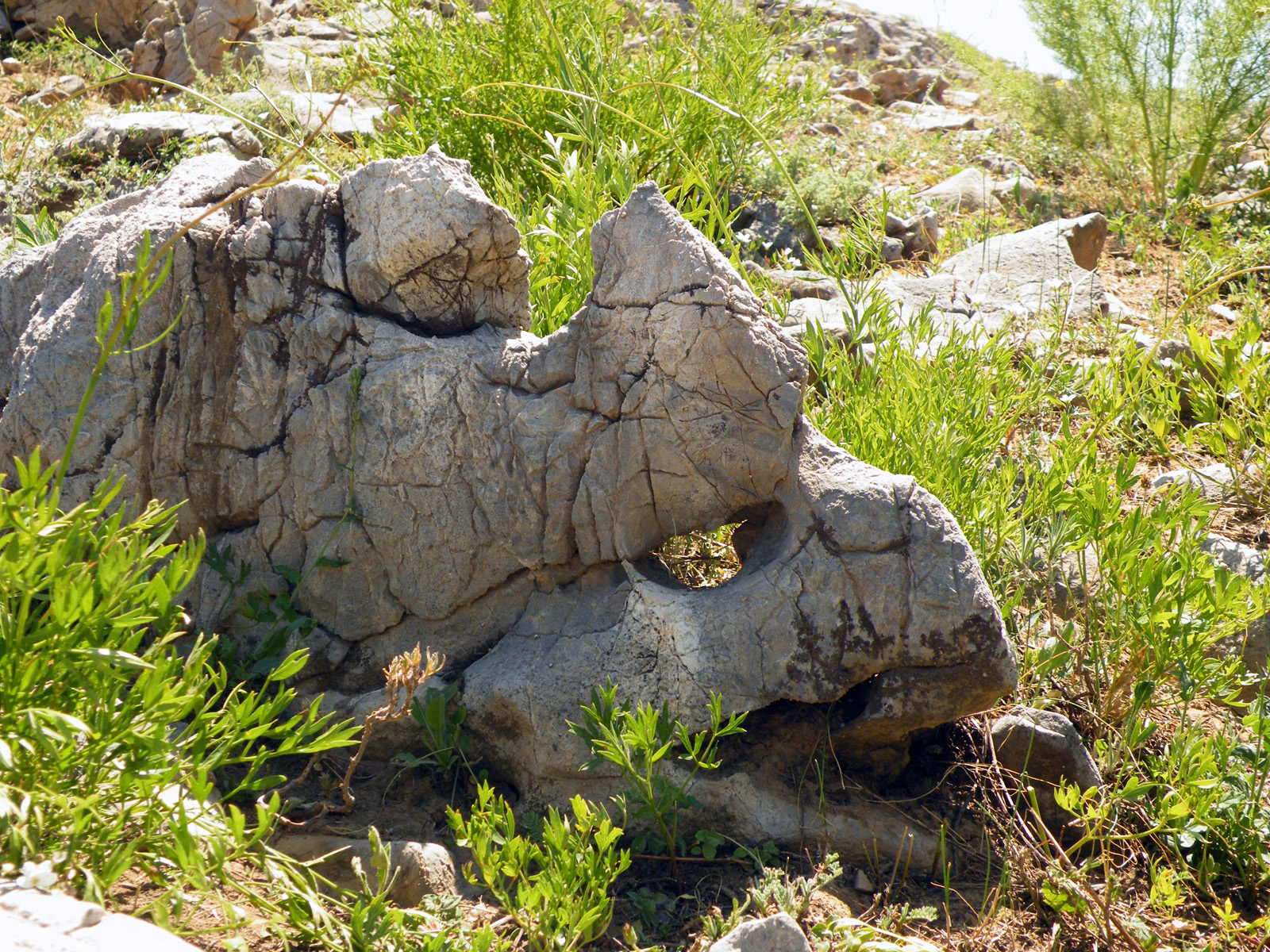
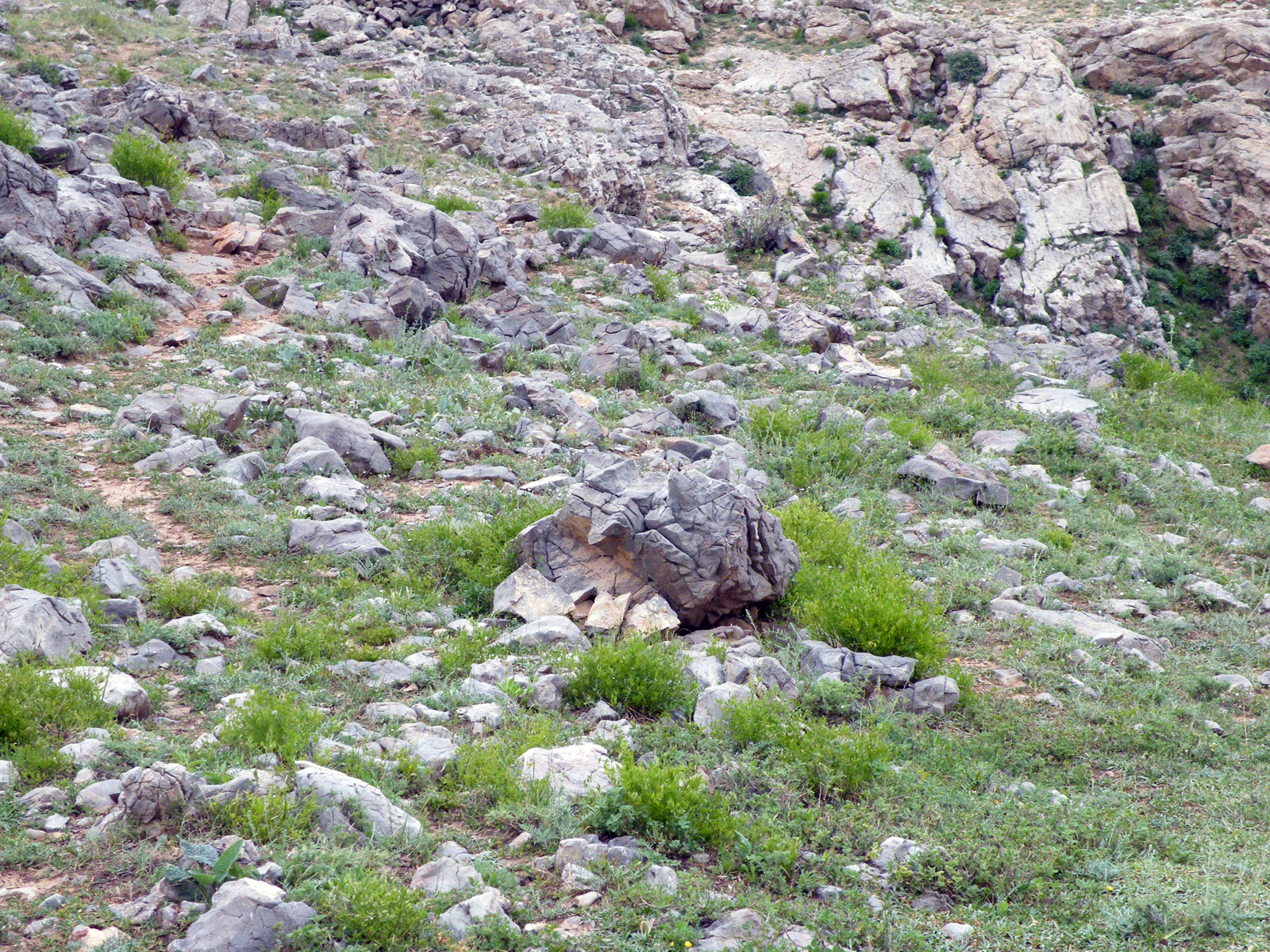
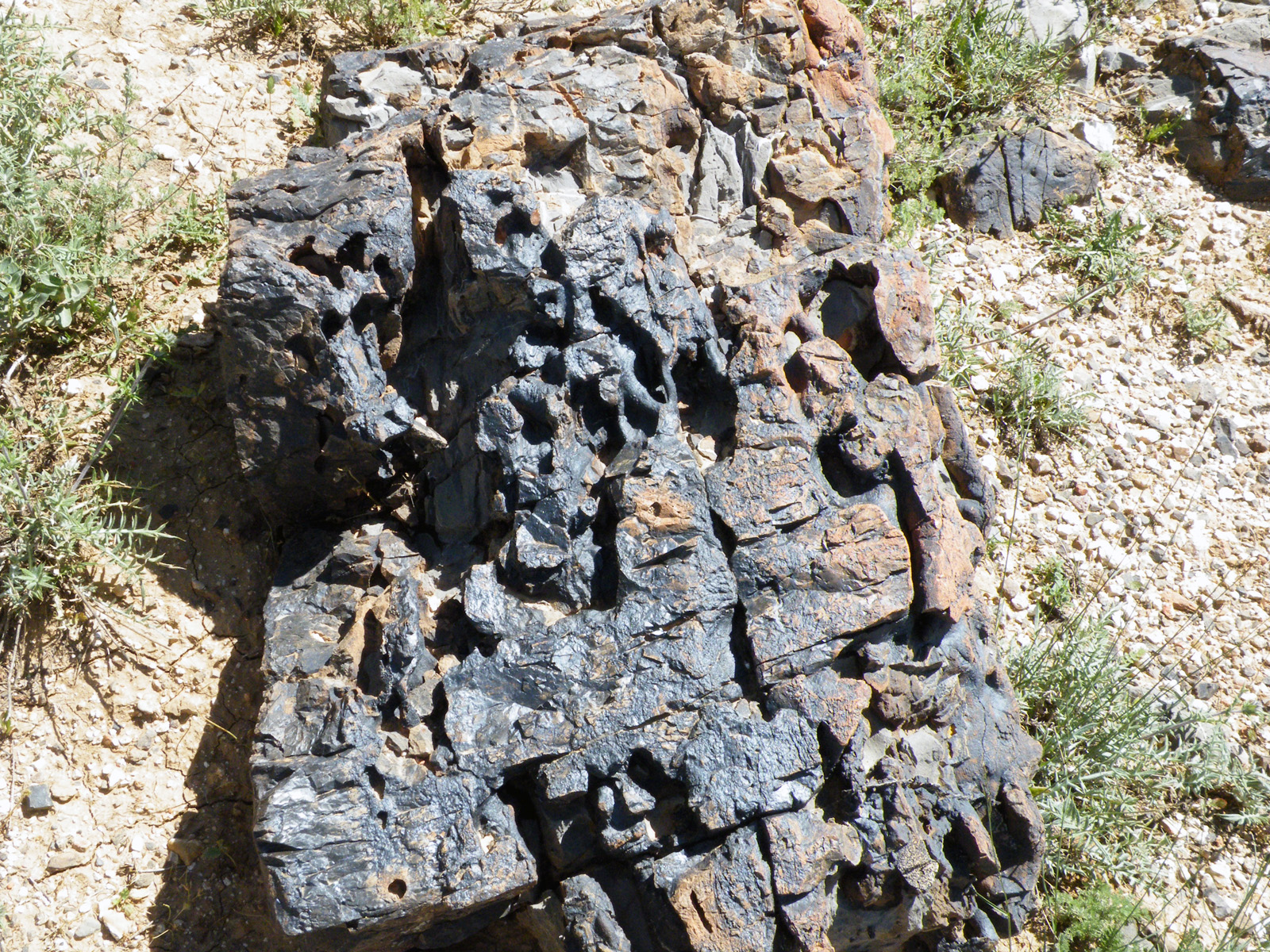
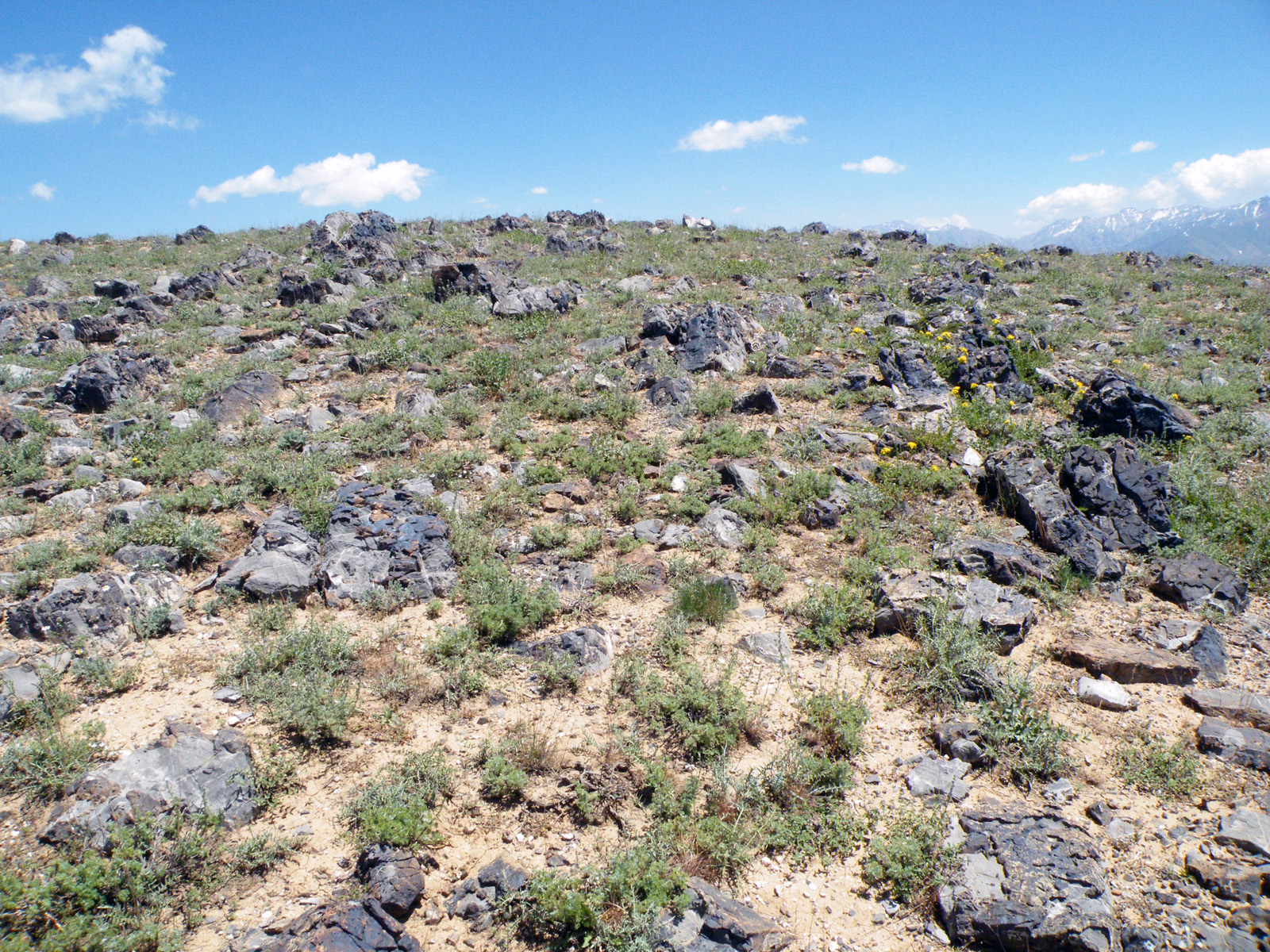
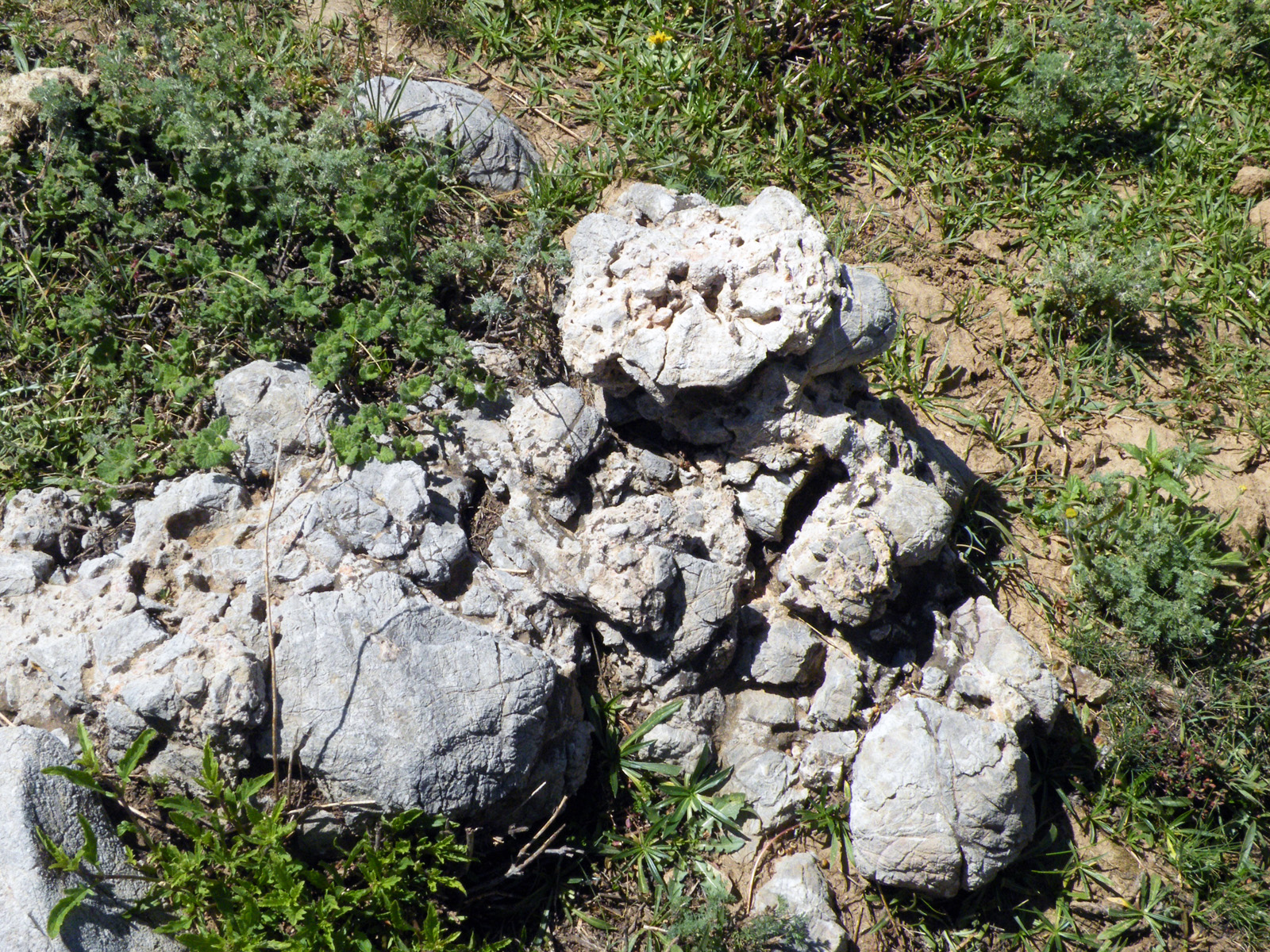
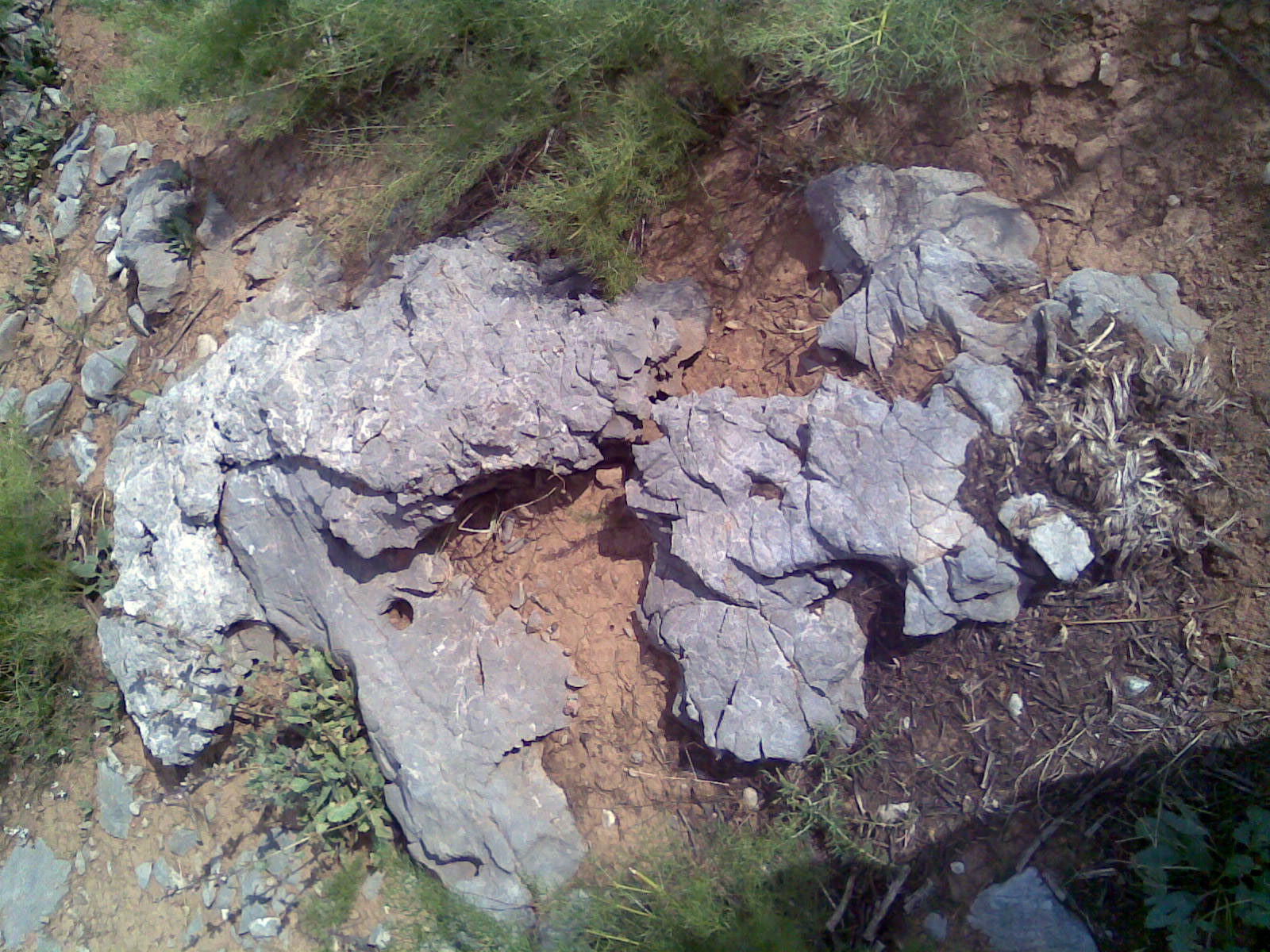
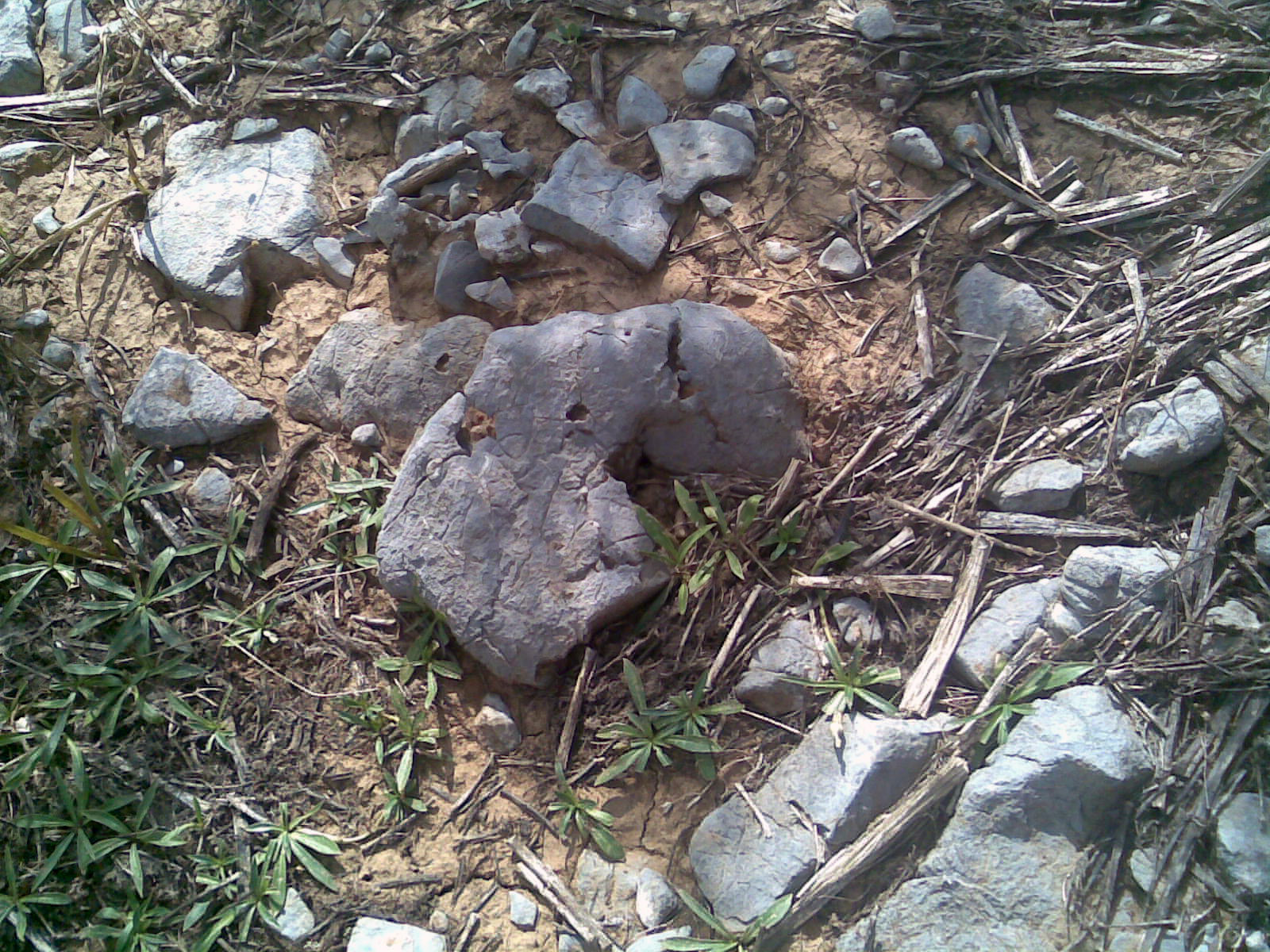
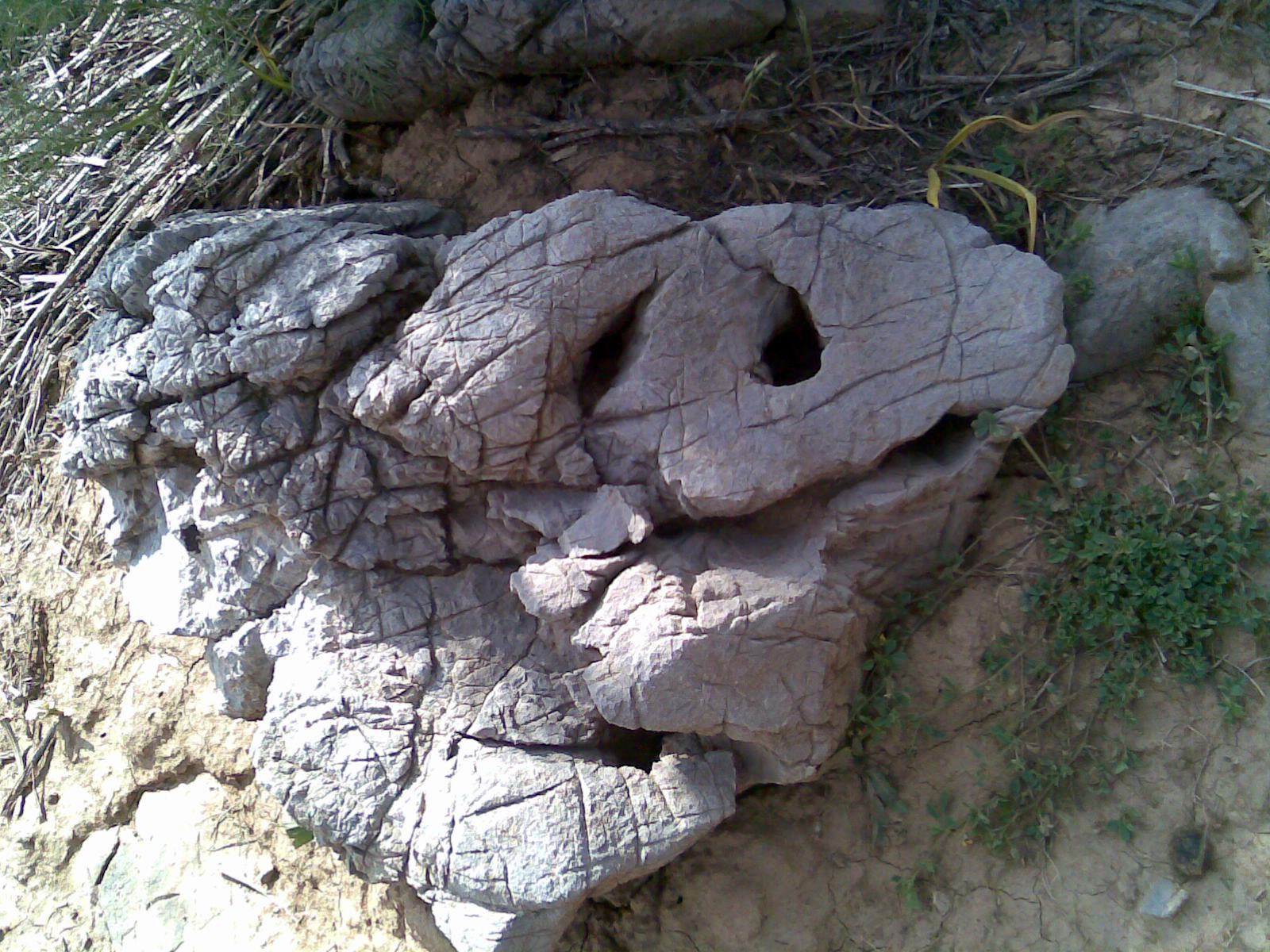

## Дослідження печери Зайдмана

### Експедиція 1988 року
Вхід до печери Зейдельмана виявив на початку 1980 років Тимофеєв (сам спелеолог відкрив багато печер, вів секцію дитячого туризму в центральному будинку піонерів Ташкента) але команди на розкопки лійки він не мав. Новосибірці прийшли за наводкою.
1988 року один з найбільших у той час новосибірських клубів (спелеоклуб інституту зв'язку) організував велику експедицію на плато Пулатхан, керівником експедиції був Сафонов Сергій. В експедиції взяло участь близько 20 осіб, практично всі досвідчені спелеологи, хоча пошукова експедиція була справою новою майже для всіх. Плато обстежувалось і раніше, але явних входів експедиції не знаходили. Новосибірська експедиція зупинила свою увагу на двох лійках, засипаних камінням. В одній з дірок через три дні розкопок випали в колодязь 11 метрів і потрапили на уступ на 4 метри. Після дводенного розгляду чергового завалу, правда вже з менших каменів, експедиція потрапила в так званий «російський меандр» — дуже вузький, звивистий, практично непридатний для розширення. Головна заслуга в проходженні меандру належить Зайдману Олександру і Гайдамаку Аркадію. Нарешті було знайдено комбінацію з приблизно десяти положень тіла, завдяки якій можна потрапити в частину печери розташовану за меандром. Повторити цю комбінацію самостійно, без провідника, не могли потім багато (майже всі) досвідчені спелеологи. Самі змогли пройти лише ташкентці, і то не з першого разу, і як вони потім зізналися якщо б вони точно не знали, що далі є дірка і вона 'пре', вони б ні за що в нього не полізли. З 10 осіб у ташкентській експедиції вузьке місце змогли пройти лише четверо, причому перший, найстрункіший учасник експедиції йшов ділянку довжиною до 7 метрів 2.5-3 години.
Експедиція 1988 року закінчилася на глибині близько 30 метрів, над величезним каменем, що висить невідомо на чому, і над першим справжнім колодязем. Камінь був страшним на вигляд, експедиція вирішила не сунутися під нього.

### Експедиція 1989 року

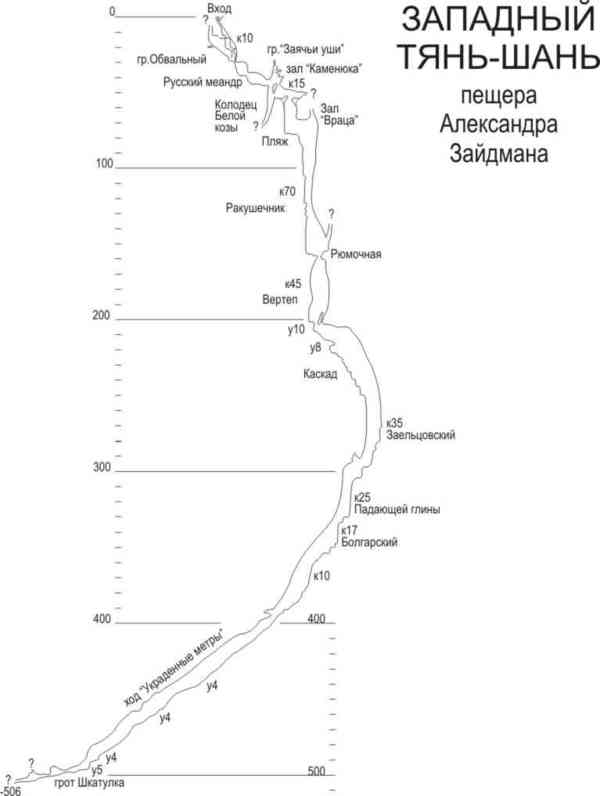
Схема печери Зайдмана

7 березня 1989 року Олександр Зайдман трагічно загинув в печері Заблукалих на Кавказі. Залишилася ініціативна група у складі 4…6 осіб, яка своїм головним завданням на найближчі кілька років поставила проходження печери. У 1989 році група у складі 10 осіб (4 робочих особи) потрапила на плато, керував експедицією Гоголєв Валентин. Ресурс мотузок і гаків, захоплених з собою, витратили дуже швидко: після проходження 3 нових колодязів і зупинки на глибині близько 90 метрів, групі довелось згорнути всі роботи безпосередньо в дірі. Головне завдання експедиції було виконано — група переконалася, що печера дійсно йде, що група нарешті потрапила в нормальну вертикальну частину і зупинилася над великим (як з'ясувалося згодом — 70-метровим) колодязем.

### Експедиції 1990 року
Приїхавши в Новосибірськ, група дослідників почала активно вести переговори з іншими клубами, відгукнулися Добров і Мішин. На наступний (1990) рік до Доброва і Мішина приїжджала болгарська експедиція. Клуб, який взаємодіяв з Мішиним, погодився на роботу на плато і оплатити вертоліт. І в липні на плато закинулось близько 40 осіб. Однак, незабаром з'ясувалося, що в усій експедиції тільки 7 робочих осіб. За цю експедицію група змогла досягти глибини близько 370 метрів, зупинившись на черговому уступі (як з'ясувалося згодом — останньому в дірі, якщо не враховувати кілька дрібніших уступів у завершальному меандрі). В кінці експедиції прийнято остаточне рішення, що печера цілком гідна того, щоб увічнити пам'ять Олександра Зайдмана, і її назвали його ім'ям. Завдяки болгарам у печері з'явилося багато інтернаціональних назв — «російський меандр» названий так болгарами, щілина «Враца» (ворота по-болгарськи і назва міста, звідки вони приїхали), що є воротами у вертикальну частину печери, Болгарський колодязь. Завдяки їм печера виявилася однією з перших в СРСР, пробитих під SRT.
Наступна експедиція на плато відбулася через декілька місяців, це була група з Ташкента під керівництвом Володимира Довгого. До ташкентців дійшли чутки, що на плато виявлено дірку, і вони вирішили сходити до неї. Ташкентці дійшли майже до нинішнього дна печери. Топозйомку знову не зробили, і питання про остаточне дно печери не закрито не було.

### Експедиція 1991 року
На початку червня 1991 року на плато висадилася дуже сильна експедиція, що складалася з представників спелеоклубів Новосибірська, Ташкента і Москви. Керував експедицією Валентин Мішин. Тільки людей з досвідом керівництва проходження пречер 5 категорії було 4, ще близько 10 осіб з великим досвідом 4-5 категорії. Експедиція почалася не успішно: в печері був великий паводок від рясного танення снігів, групу переслідували хвороби, п'ять чоловік обпеклися місцевою травою і ходили з величезними пухирями. Результатів майже не було, досягнута вже раніше подоланої глибини і закрили єдине питання — «штани» відразу за «російським меандром».
У серпні того ж року на плато висадилася нова експедиція, якою керував Добров Олег. Вперше кількість «робочих» людей суттєво перевищувало загальну кількість решти, мабуть, це дало гарні результати. Пройшли непройденний раніше калібр на «дні», що не додало істотно довжини і глибини. З'ясувалося, що за першим калібром невелика галерея, і новий калібр вже точно не прохідний, довбати його марно, тільки підривати. Печера в нижній частині виположуєтся, і все ближче наближається до передбачуваного виходу у вигляді джерел, відомих місцевим пастухам. Було схоже, що майже всю можливу глибину печера вибрала. Поставлено підземний базовий табір і детально обстежено нижню частину печери. Нарешті зроблено топозйомку як самої печери, так і поверхні для прив'язки входу до наявних джерел — ця експедиція закінчила дослідження нині відомої частини печери. Отже, за чотири літні сезони, від 1988 до 1991 року, проведено 6 експедицій і досягнуто глибини 506 метрів.
Печера увійшла в 20-ку найбільших на той момент печер СРСР.

## Тваринний світ

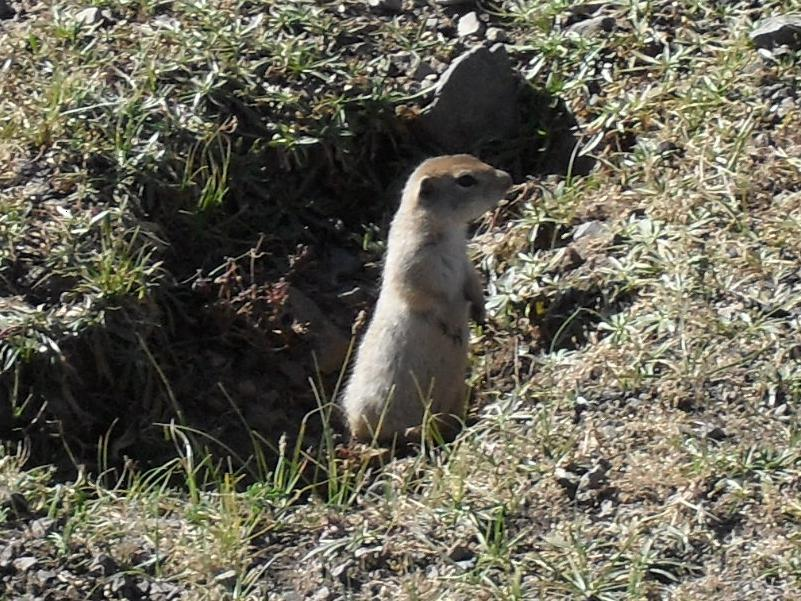
Ховрах — типовий представник місцевої фауни

Через відносну віддаленість і важкодоступність, плато відвідують лише туристичні групи та місцеві пастухи. Тваринний світ зберігся краще, ніж у популярних місцях відпочинку Ташкентської області. На плато розташована колонія ховрахів і бабаків Мензбіра, на яких полюють лисиці. Скелі, з яких складені стіни Пулатхана, служать притулком для гірських козлів, зрідка зустрічаються ведмежі сліди і послід, судячи з усього, на плато забрідає бурий тянь-шанський ведмідь.

## Легенди
Через віддаленість плато від цивілізації і унікальний вигляд, Пулатхану приписують містичні властивості, повідомляється про спостереження НЛО. Згідно з легендами, в середньовіччя на плато, завдяки природній неприступності, розташовувався ринок, як підтвердження легенд, у річках, що протікають навколо плато знаходять золоті нитки і монети тих часів. Легендами овіяна й етимологія слова «Пулатхан».

### Легенда про хана Пулата
Кокандський хан на ім'я Пулат затіяв ворожнечу з племінником, посварившись з ним через прекрасну молодо дівчину. Бажаючи помститися за нанесену ханом Пулатом образу, його молодий племінник почав збирати проти нього військо, в чому досяг значного успіху. Племінник зійшов на ханський престол, але не забув образи на свого дядька, хана Пулата.
Після поразки Пулат-хан був змушений утекти, ховаючись у непрохідних горах, щоб зберегти не тільки своє життя, але й життя своїх дітей, дружини, слуг і залишилися в живих воїнів. З часом він досяг важкодоступного плато, де й вирішив облаштуватися, попри суворі умови гірської зими. Тут було головне: джерело чистої питної води, площі для випасу худоби, неприступні, стрімкі з усіх боків стіни, амбразури глибоких печер, які надійно прикривали від ворога, огляд на багато десятків кілометрів і один-єдиний прохід на плато, який легко утримувався під контролем у разі появи ворога.
Молодий хан, який не бажав забувати образи, завданої його самолюбству ханом Пулатом, пристрасно бажав лише одного — смерті свого кривдника. Невпинно висилаючи в різні кінці краю своїх довірених, він незабаром отримав достовірну інформацію про місцеперебування хана Пулата. Ретельно підготувавшись до знищення свого дядька, молодий хан приступив до здійснення помсти.
Під виглядом каландарів два воїна молодого кокандського хана пройшли скелястим коридором на плато і, обдуривши стражників, що стояли на варті, знищили всю охорону. Можливість потай пройти на плато і залишитися непоміченими була в руках нещадного ворога.
Хан Пулат і його люди, не попереджені про вторгнення ворога, відчайдушно і мужньо відстоювали побудований ними світ, розуміючи, що відступати нікуди, бо за ними прірва. Вони повинні були утримати лютий і раптовий натиск ворога, щоб кохана дружина хана Пулата, зібравши невеликий скарб, встигла зникнути разом з дітьми в одній із печер плато.
Молодий кокандський хан задовольнив своє самолюбство, не залишивши нікого в живих: ні хана Пулата, ні його людей, за винятком молодої дружини і її дітей.

### Легенда про пастуха Пулата
В дуже давні часи на Малому Майданталі, одній з приток річки Тереклі, було селище, його залишки збереглися донині. Жителі села займалися скотарством, полюванням, ростили дітей і раділи життю. Одного разу в кінці літа на Майданталі з'явилося військо сусіднього хана. Він не випадково вибрав саме цей час, знаючи, що всі чоловіки пасли худобу високо в горах. В кишлаку залишилися тільки жінки та молодий пастух, богатир Пулат. Він недавно одружився і тому не пішов у гори разом з усіма. Пулат вступив у бій з ворожим військом. Поступово відступаючи, він навів його на рівне вузьке плато. З усіх боків воно було оточене стрімкими стінами, і тільки в одному місці плато з'єднувалося вузьким перешийком з гребенем, що вів на Майдан-тал. Поранений Пулат з натугою відбивався. Здавалося, кінець вже близький, і тут на допомогу богатирю з'явилася дружина — красуня Айїм. Десятки воїнів кинулись до них, але Пулат і Айїм раптом зникли, ніби провалилися крізь землю. Де було знати ворогу, що вони сховалися в печері, про яку знала лише Айїм? Там вона залікувала рани чоловіка і вивела його до селища підземними ходами. Між тим зібрані за сигналом чоловіки відрізали ворогові єдино можливий шлях до відступу…
Відтоді плато називається «Пулатхан» а печера — «Айїм-Кавор».

### Середньовічні відлюдники
Гроти в яких селилися аскети мають конкретне маркування у вигляді корони (вихідних променів) Такі гроти в нижньому ярусі відсутні з причини безводності, є тільки у верхньому, на самому плато. Найвідоміший — у витоках Азалсая. Так званий грот відлюдника (не аскета) на нижньому ярусі, це місце де купці ховали свій не проданий у горах товар щоб не везти його назад. Спуститися в нього без мотузки неможливо, а в ті часи довга мотузка, здатна витримати людину, була далеко не в кожного.

## Галерея

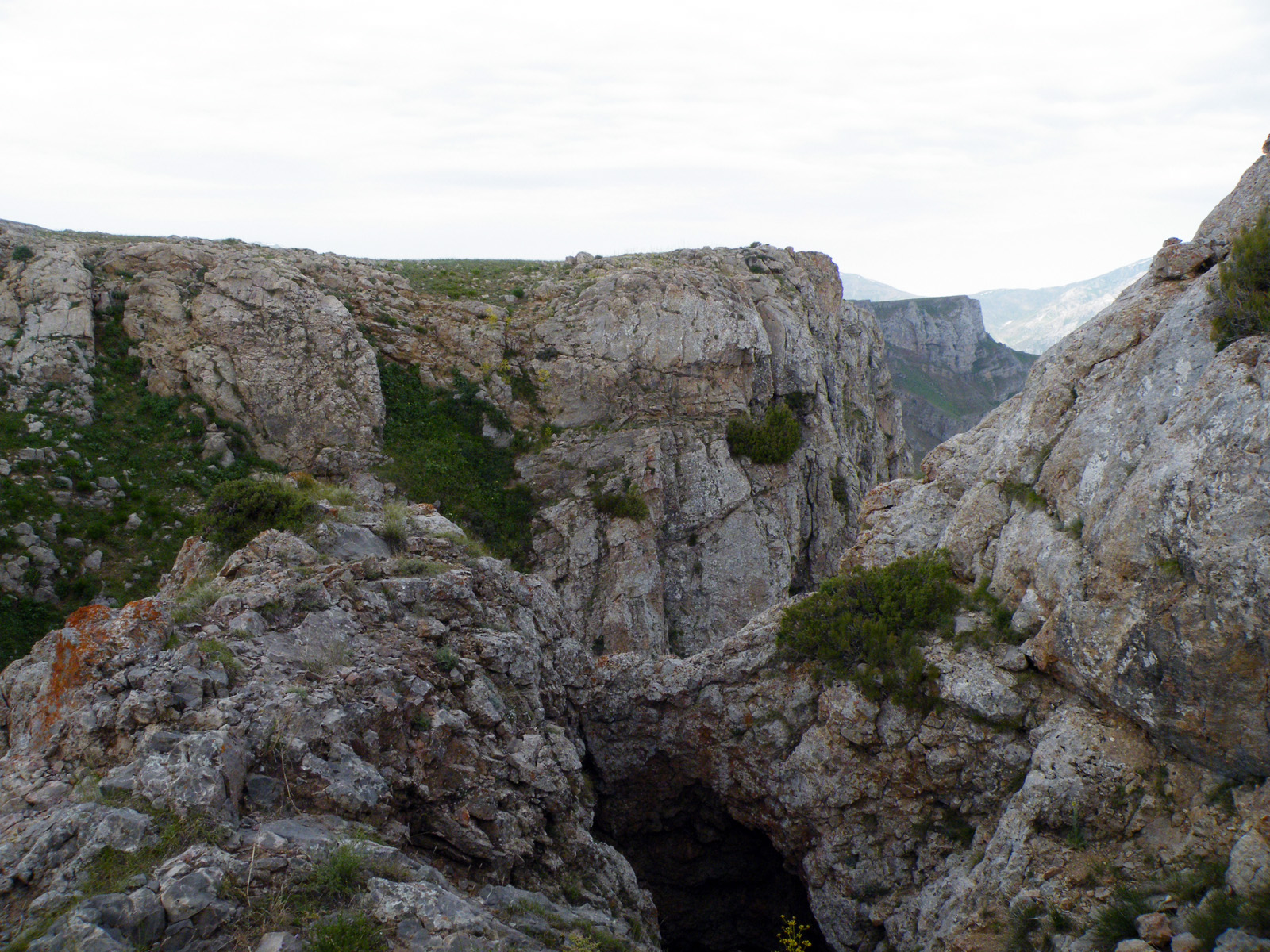
Обриви в бік річки Караарча на східному кінці плато
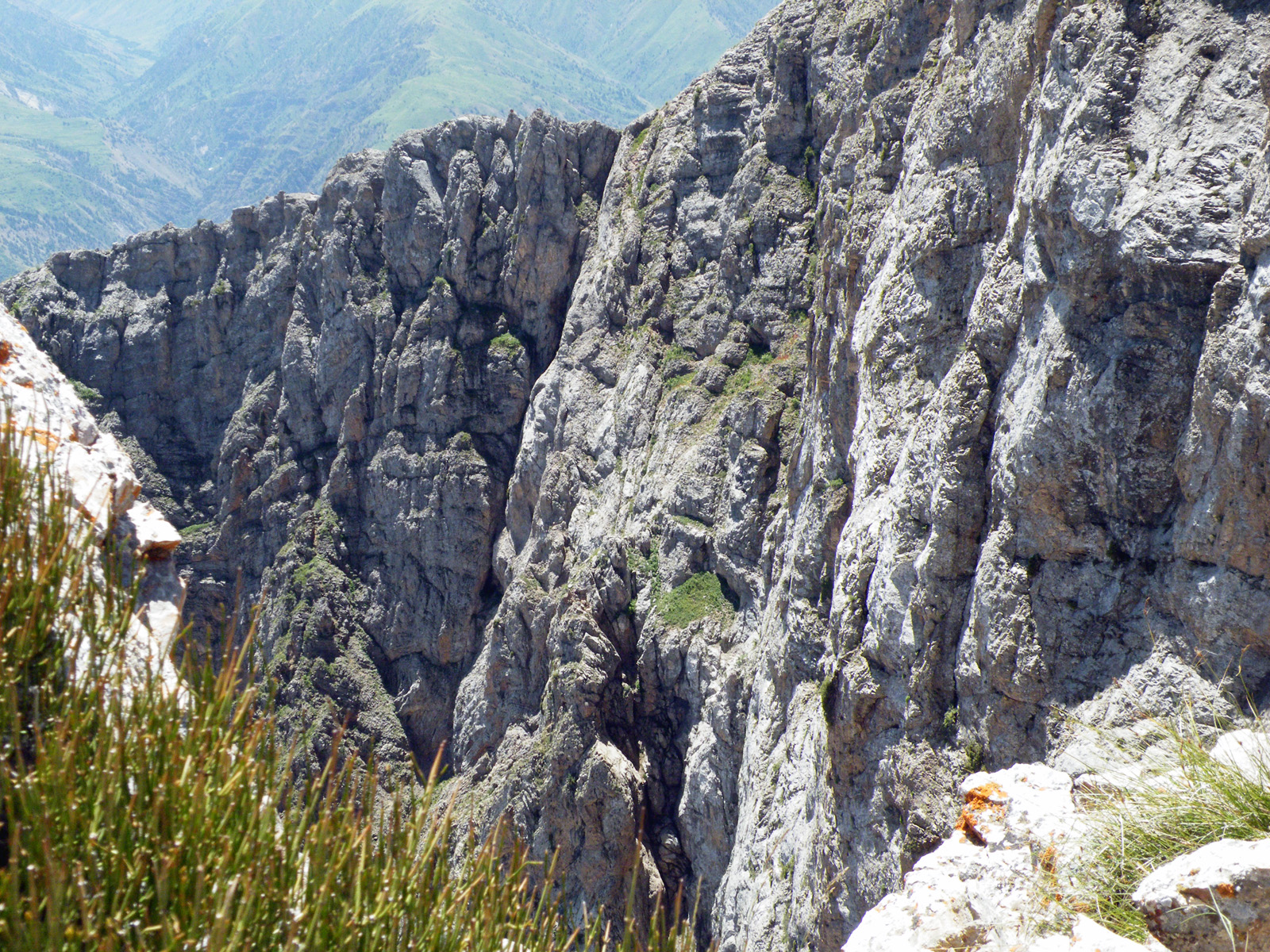
Обриви східного схилу
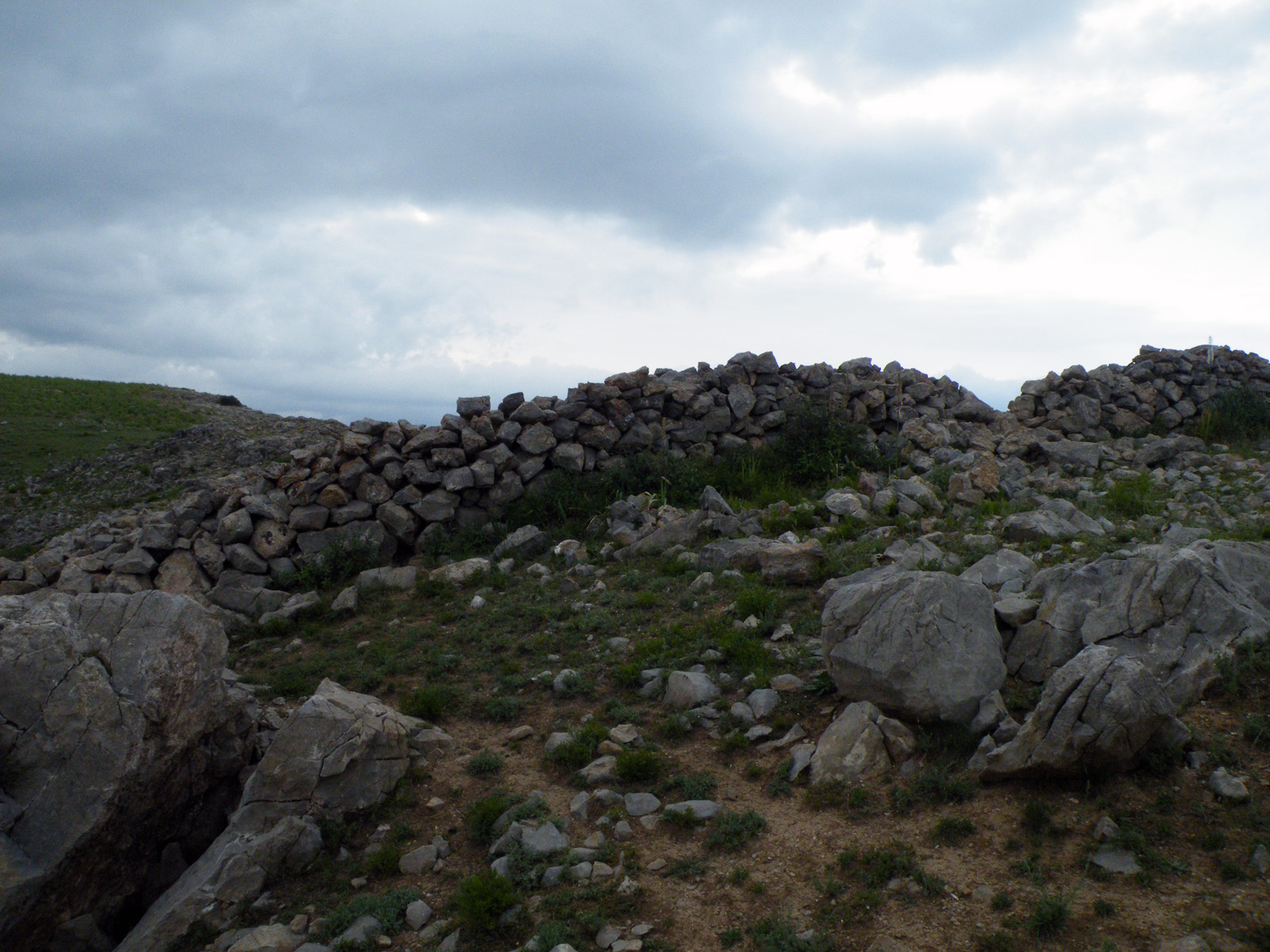
Легендарна стіна Пулата
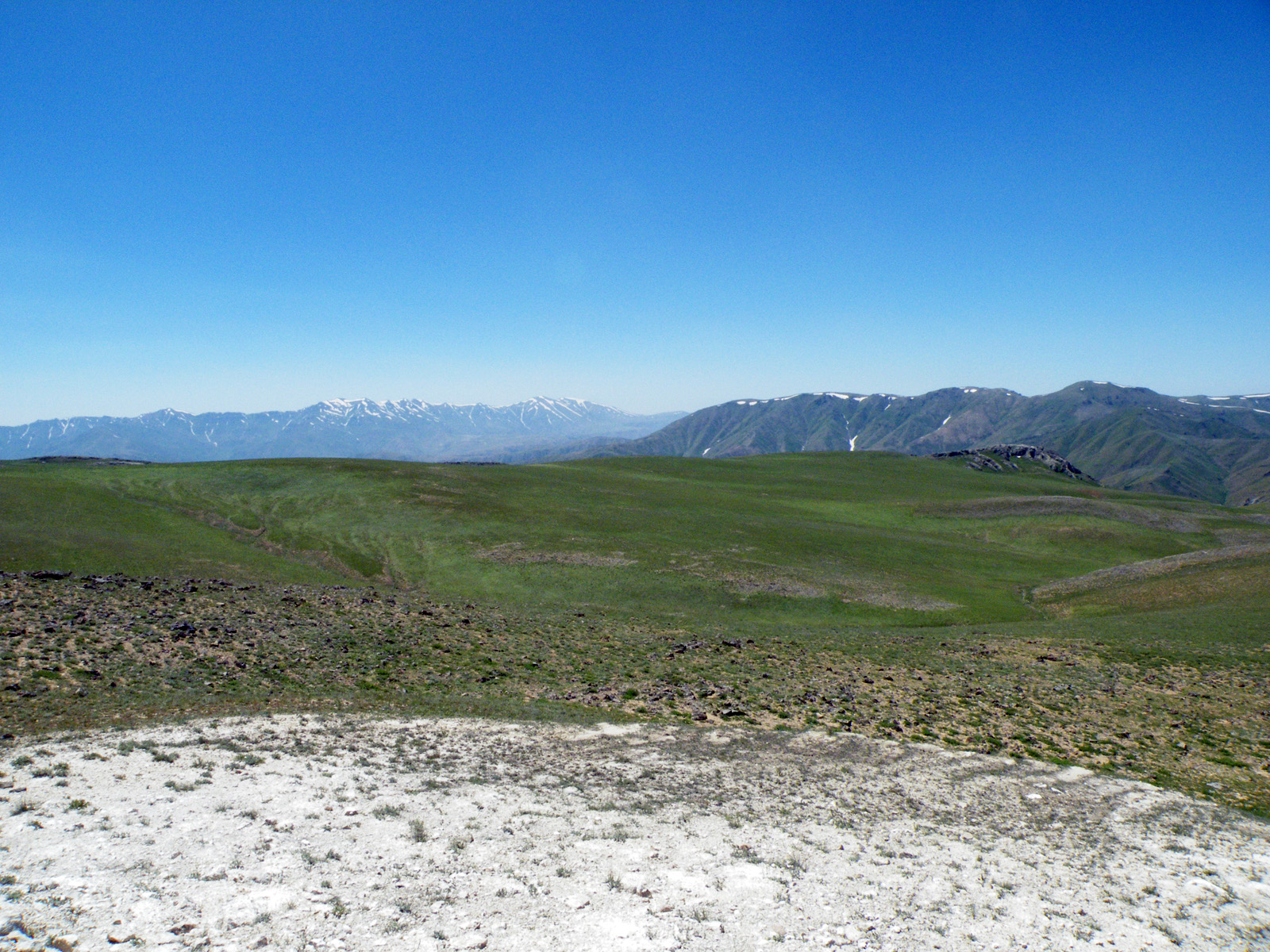
Вигляд з плато на гори Кизилнура і Карангур
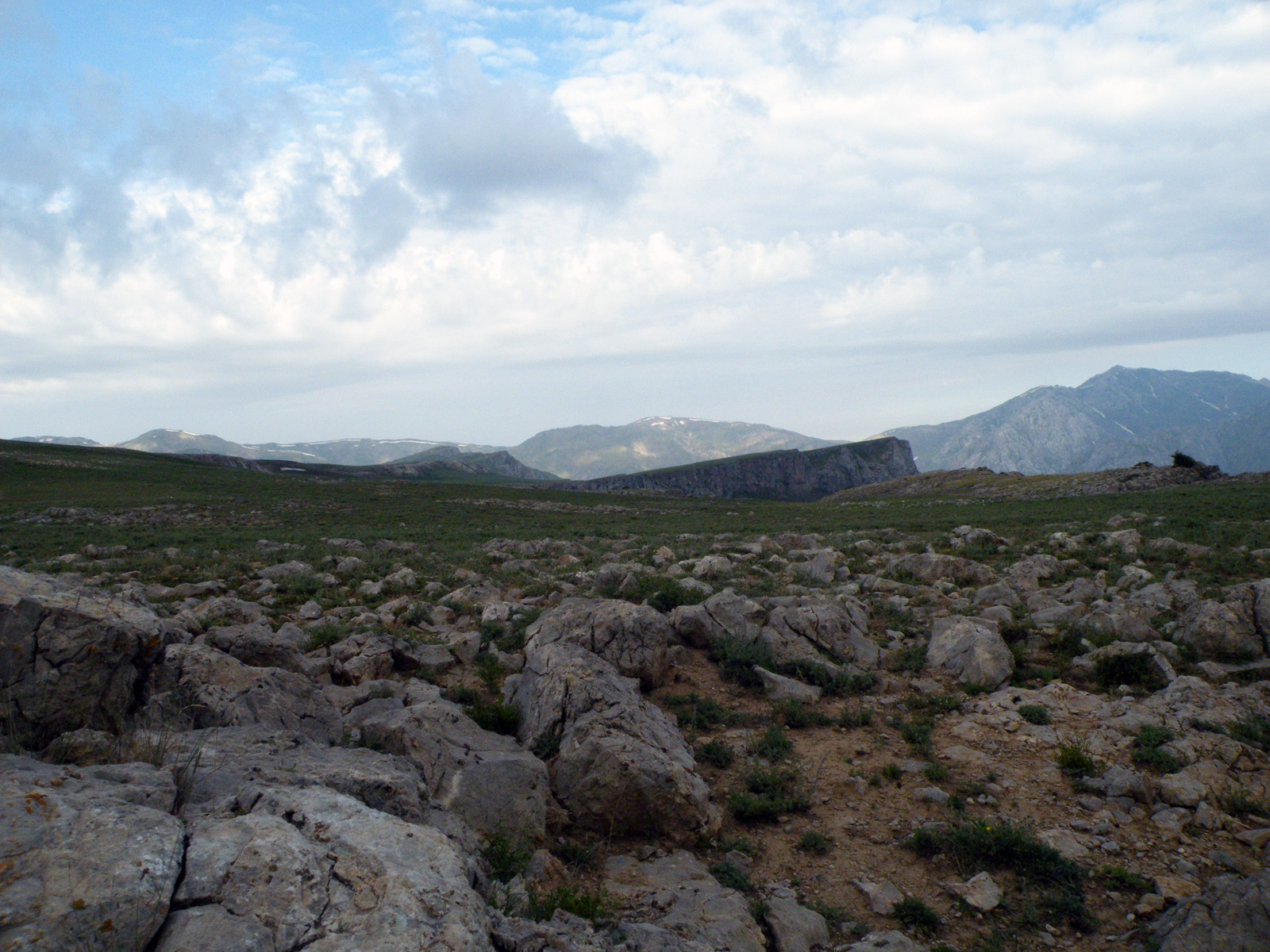
Поверхня плато